# Puchar Anglii w piłce nożnej (2012/2013)
W sezonie 2012/2013 odbyła się 132. edycja Pucharu Anglii. 833 drużyny wyraziły chęć występu w turnieju. Związek ogłosił, iż do tej edycji przystąpi 758 zespołów. Obrońcą tytułu była drużyna Chelsea F.C., która została wyeliminowana w półfinale przez drużynę Manchesteru City. Finał odbył się 11 maja 2013 roku na Wembley, podczas którego drużyna Wigan Athletic F.C. pokonała Manchester City 1:0. Dzięki temu zwycięska drużyna zakwalifikowała się do fazy grupowej Ligi Europy, mimo że trzy dni po zdobyciu pucharu zajęła 18. miejsce w rozgrywkach Premier League i spadła do Championship.

## Zespoły
| Runda                         | Liczba uczestników | Zespoły grające w rundzie | Zwycięzcy poprzednich rund | Dołączający uczestnicy | Ligi dołączające do rozgrywek |
| ----------------------------- | ------------------ | ------------------------- | -------------------------- | ---------------------- | --- |
| Runda przedwstępna            | 758                | 400                       | brak                       | 400                    | 9 i 10 poziom rozgrywek |
| Runda wstępna                 | 558                | 332                       | 200                        | 132                    | Northern Premier League First Division North Northern Premier League First Division South Southern Football League Division One Midlands Southern Football League Division One South & West Isthmian League Division One North Isthmian League Division One South |
| Pierwsza runda kwalifikacyjna | 392                | 232                       | 166                        | 66                     | Northern Premier League Premier Division Southern Football League Premier Division Isthmian League Premier Division |
| Druga runda kwalifikacyjna    | 276                | 160                       | 116                        | 44                     | Conference North Conference South |
| Trzecia runda kwalifikacyjna  | 196                | 80                        | 80                         | brak                   | brak |
| Czwarta runda kwalifikacyjna  | 156                | 64                        | 40                         | 24                     | Conference National |
| Pierwsza runda                | 124                | 80                        | 32                         | 48                     | Football League One Football League Two |
| Druga runda                   | 84                 | 40                        | 40                         | brak                   | brak |
| Trzecia runda                 | 64                 | 64                        | 20                         | 44                     | Premier League Football League Championship |
| Czwarta runda                 | 32                 | 32                        | 32                         | brak                   | brak |
| Piąta runda                   | 16                 | 16                        | 16                         | brak                   | brak |
| Szósta runda                  | 8                  | 8                         | 8                          | brak                   | brak |
| Półfinały                     | 4                  | 4                         | 4                          | brak                   | brak |
| Finał                         | 2                  | 2                         | 2                          | brak                   | brak |

## Runda przedwstępna
Mecze rundy przedwstępnej rozegrano w dniach od 10 do 13 sierpnia 2012 roku (jeden mecz). W wypadku niewyłonienia zwycięskiej drużyny należało powtórzyć mecz do 16 sierpnia 2012 roku. Spośród 400 drużyn biorących udział w rozgrywkach rundy 200 uzyskało awans do kolejnej rundy pucharu, a 200 pożegnało się z rozgrywkami. Liczba uczestników zmalała od 758 do 558 drużyn. Zwycięskie drużyny otrzymały 1000 funtów nagrody.
| Lp.                                                                        | Gospodarze (Poziom rozgrywek)                    | Wynik | Goście (Poziom rozgrywek)                        | Widzów |
| -------------------------------------------------------------------------- | ------------------------------------------------ | ----- | ------------------------------------------------ | ------ |
| 1                                                                          | Dunston UTS (9)                                  | 2–0   | Armthorpe Welfare (9)                            | 175    |
| 2                                                                          | Liversedge (9)                                   | 2–4   | West Auckland Town (9)                           | 237    |
| 3                                                                          | Crook Town (10)                                  | 2–1   | Penrith (9)                                      | 102    |
| 4                                                                          | Thackley (9)                                     | 1–3   | Hebburn Town (9)                                 | 99     |
| 5                                                                          | Jarrow Roofing Boldon Community Association (10) | 1–1   | Pickering Town (9)                               | 38     |
| powtórka                                                                   | Pickering Town (9)                               | 2–4   | Jarrow Roofing Boldon Community Association (10) | 152    |
| 6                                                                          | Newton Aycliffe (9)                              | 1–1   | Holker Old Boys (10)                             | 136    |
| powtórka                                                                   | Holker Old Boys (10)                             | 3–0   | Newton Aycliffe (9)                              | 101    |
| 7                                                                          | Tadcaster Albion (9)                             | 1–1   | Consett (9)                                      | 123    |
| powtórka                                                                   | Consett (9)                                      | 2–3 † | Tadcaster Albion (9)                             | 140    |
| 8                                                                          | Ashington (9)                                    | 1–1   | Sunderland Ryhope Community Association (9)      | 230    |
| powtórka                                                                   | Sunderland Ryhope Community Association (9)      | 1–2   | Ashington (9)                                    | 133    |
| 9                                                                          | Chester-Le-Street Town (10)                      | 0–0   | Billingham Town (9)                              | 76     |
| powtórka                                                                   | Billingham Town (9)                              | 1–0   | Chester-le-Street Town (10)                      | 88     |
| 10                                                                         | South Shields (9)                                | 0–0   | Darlington Railway Athletic (10)                 | 106    |
| powtórka                                                                   | Darlington Railway Athletic (10)                 | 5–6   | South Shields (9)                                | 107    |
| 11                                                                         | Northallerton Town (10)                          | 4–5   | Guisborough Town (9)                             | 118    |
| 12                                                                         | Billingham Synthonia (9)                         | 0–1   | Celtic Nation (9)                                | 153    |
| 13                                                                         | Marske United (9)                                | 1–0   | Stokesley Sports Club (10)                       | 160    |
| 14                                                                         | North Shields (10)                               | 1–1   | Birtley Town (10)                                | 146    |
| powtórka                                                                   | Birtley Town (10)                                | 2–0   | North Shields (10)                               | 174    |
| 15                                                                         | Durham City (9)                                  | 2–1   | Newcastle Benfield (9)                           | 102    |
| 16                                                                         | Washington (10)                                  | 0–3   | Esh Winning (10)                                 | 64     |
| 17                                                                         | Tow Law Town (10)                                | 0–2   | Bishop Auckland (9)                              | 136    |
| 18                                                                         | Eccleshill United (10)                           | 4–2   | Glasshoughton Welfare (9)                        | 28     |
| 19                                                                         | Spennymoor Town (9)                              | 1–0   | Scarborough Athletic (9)                         | 365    |
| 20                                                                         | Bedlington Terriers (9)                          | 2–1   | Morpeth Town (10)                                | 101    |
| 21                                                                         | Pontefract Collieries (10)                       | 2–2   | Norton & Stockton Ancients (9)                   | 88     |
| powtórka                                                                   | Norton & Stockton Ancients (9)                   | 5–2 † | Pontefract Collieries (10)                       | 73     |
| 22                                                                         | Silsden (9)                                      | 2–3   | Brighouse Town (9)                               | 123    |
| 23                                                                         | Whitehaven (10)                                  | 0–3   | Shildon (9)                                      | 84     |
| 24                                                                         | West Allotment Celtic (10)                       | 2–1   | Selby Town (10)                                  | 85     |
| 25                                                                         | Bridlington Town (9)                             | 1–2   | Whitley Bay (9)                                  | 206    |
| 26                                                                         | Daisy Hill (10)                                  | 0–5   | Formby (10)                                      | 60     |
| 27                                                                         | AFC Blackpool (9)                                | 3–6   | AFC Liverpool (9)                                | 92     |
| 28                                                                         | Dinnington Town (10)                             | 0–2   | Atherton Collieries (10)                         | 102    |
| 29                                                                         | Irlam (10)                                       | 5–3   | Hallam (10)                                      | 102    |
| 30                                                                         | Bootle (9)                                       | 4–1   | Alsager Town (9)                                 | 111    |
| 31                                                                         | Maine Road (9)                                   | 3–0   | Squires Gate (9)                                 | 85     |
| 32                                                                         | Atherton Laburnum Rovers (10)                    | 4–2   | Rossington Main (10)                             | 38     |
| 33                                                                         | St. Helens Town (9)                              | 1–5   | Abbey Hey (10)                                   | 62     |
| 34                                                                         | Padiham (9)                                      | 1–0   | Wigan Robin Park (9)                             | 135    |
| 35                                                                         | Hemsworth Miners Welfare (10)                    | 1–1   | Runcorn Linnets (9)                              | 197    |
| powtórka                                                                   | Runcorn Linnets (9)                              | 2–2 † | Hemsworth Miners Welfare (10)                    | 281    |
| Hemsworth Miners Welfare zwyciężyło 4–3 w rzutach karnych.                 |                                                  |       |                                                  |        |
| 36                                                                         | Colne (9)                                        | 0–0   | Congleton Town (9)                               | 66     |
| powtórka                                                                   | Congleton Town (9)                               | 5–2   | Colne (9)                                        | 111    |
| 37                                                                         | Stockport Sports (9)                             | 0–0   | Ashton Athletic (9)                              | 53     |
| powtórka                                                                   | Ashton Athletic (9)                              | 2–1   | Stockport Sports (9)                             | 70     |
| 38                                                                         | Cheadle Town (10)                                | 1–1   | Maltby Main (9)                                  | 52     |
| powtórka                                                                   | Maltby Main (9)                                  | 1–0   | Cheadle Town (10)                                | 92     |
| 39                                                                         | Parkgate (9)                                     | 2–3   | Runcorn Town (9)                                 | 94     |
| 40                                                                         | AFC Emley (10)                                   | 0–2   | Chadderton (10)                                  | 152    |
| 41                                                                         | Staveley Miners Welfare (9)                      | 2–1   | Hall Road Rangers (9)                            | 102    |
| 42                                                                         | Nostell Miners Welfare (9)                       | 0–1   | Winsford United (9)                              | 54     |
| 43                                                                         | Barton Town Old Boys (9)                         | 2–0   | Barnoldswick Town (9)                            | 80     |
| 44                                                                         | Winterton Rangers (9)                            | 0–3   | Bacup Borough (9)                                | 49     |
| 45                                                                         | Shepshed Dynamo (9)                              | 0–3   | Heanor Town (9)                                  | 162    |
| 46                                                                         | Long Eaton United (9)                            | 0–1   | Dunkirk (9)                                      | 150    |
| 47                                                                         | Blackstones (9)                                  | 5–1   | Barrow Town (10)                                 | 71     |
| 48                                                                         | Spalding United (9)                              | 1–2   | Blaby & Whetstone Athletic (10)                  | 48     |
| 49                                                                         | Arnold Town (9)                                  | 0–2   | Holbeach United (9)                              | 105    |
| 50                                                                         | Shirebrook Town (10)                             | 0–1   | Kirby Muxloe (9)                                 | 82     |
| 51                                                                         | Boston Town (9)                                  | 0–2   | Quorn (9)                                        | 106    |
| 52                                                                         | Glossop North End (9)                            | 0–0   | Louth Town (10)                                  | 192    |
| powtórka                                                                   | Louth Town (10)                                  | 1–2 † | Glossop North End (9)                            | 123    |
| 53                                                                         | Retford United (9)                               | 2–1   | Bardon Hill (10)                                 | 100    |
| 54                                                                         | Oadby Town (10)                                  | 3–1   | Anstey Nomads (10)                               | 175    |
| 55                                                                         | Holbrook Sports (10)                             | 3–1   | Deeping Rangers (9)                              | 70     |
| 56                                                                         | Thurnby Nirvana (10)                             | 4–2   | Lincoln Moorlands Railway (9)                    | 47     |
| 57                                                                         | St. Andrews (10)                                 | 1–2   | Borrowash Victoria (10)                          | 86     |
| 58                                                                         | Sleaford Town (9)                                | 2–0   | Holwell Sports (10)                              | 113    |
| 59                                                                         | Teversal (10)                                    | 1–2   | Loughborough University (9)                      | 74     |
| 60                                                                         | Causeway United (9)                              | 1–1   | Continental Star (9)                             | 94     |
| powtórka                                                                   | Continental Star (9)                             | 3–0   | Causeway United (9)                              | 71     |
| 61                                                                         | Norton United (9)                                | 2–2   | Alvechurch (9)                                   | 94     |
| powtórka                                                                   | Alvechurch (9)                                   | 1–2   | Norton United (9)                                | 80     |
| 62                                                                         | Highgate United (9)                              | 1–1   | Wellington (10)                                  | 53     |
| powtórka                                                                   | Wellington (10)                                  | 3–3 † | Highgate United (9)                              | 64     |
| Wellington zwyciężył 7–6 w rzutach karnych.                                |                                                  |       |                                                  |        |
| 63                                                                         | Coleshill Town (9)                               | 1–1   | AFC Wulfrunians (10)                             | 53     |
| powtórka                                                                   | AFC Wulfrunians (10)                             | 3–2 † | Coleshill Town (9)                               |        |
| 64                                                                         | Bloxwich United (10)                             | 2–3   | Studley (9)                                      | 51     |
| 65                                                                         | Brocton (10)                                     | 2–2   | Bewdley Town (10)                                | 71     |
| powtórka                                                                   | Bewdley Town (10)                                | 1–0   | Brocton (10)                                     | 51     |
| 66                                                                         | Dudley Sports (10)                               | 2–2   | Heath Hayes (9)                                  | 62     |
| powtórka                                                                   | Heath Hayes (9)                                  | 2–1 † | Dudley Sports (10)                               | 85     |
| 67                                                                         | Boldmere St. Michaels (9)                        | 1–3   | Bridgnorth Town (9)                              | 53     |
| 68                                                                         | Pilkington XXX (10)                              | 5–4   | Atherstone Town (10)                             | 95     |
| 69                                                                         | Stone Dominoes (9)                               | 0–3   | Rocester (9)                                     | 70     |
| 70                                                                         | Dudley Town (10)                                 | 4–1   | Southam United (10)                              | 77     |
| 71                                                                         | Eccleshall (10)                                  | 0–1   | Stourport Swifts (9)                             | 68     |
| 72                                                                         | Lye Town (10)                                    | 2–2   | Bartley Green (10)                               | 145    |
| powtórka                                                                   | Bartley Green (10)                               | 1–2   | Lye Town (10)                                    |        |
| 73                                                                         | Cradley Town (10)                                | 3–0   | Shifnal Town (10)                                | 56     |
| 74                                                                         | Tipton Town (9)                                  | 0–1   | Wolverhampton Casuals (10)                       | 84     |
| 75                                                                         | Ellesmere Rangers (9)                            | 0–4   | Coventry Sphinx (9)                              | 51     |
| 76                                                                         | Gornal Athletic (9)                              | 4–0   | Malvern Town (10)                                | 60     |
| 77                                                                         | Earlswood Town (10)                              | 3–3   | Nuneaton Griff (10)                              | 50     |
| powtórka                                                                   | Nuneaton Griff (10)                              | 3–1   | Earlswood Town (10)                              | 71     |
| 78                                                                         | Shawbury United (10)                             | 2–4   | Westfields (9)                                   | 57     |
| 79                                                                         | Pegasus Juniors (10)                             | 2–1   | Long Buckby (9)                                  | 74     |
| 80                                                                         | Tividale (9)                                     | 5–2   | Stratford Town (9)                               | 117    |
| 81                                                                         | Willenhall Town (10)                             | 1–1   | Sporting Khalsa (10)                             | 72     |
| powtórka                                                                   | Sporting Khalsa (10)                             | 3–2   | Willenhall Town (10)                             | 71     |
| 82                                                                         | Godmanchester Rovers (9)                         | 2–1   | Thetford Town (9)                                | 106    |
| 83                                                                         | Irchester United (9)                             | 0–1   | Huntingdon Town (9)                              | 67     |
| 84                                                                         | Ely City (9)                                     | 7–1   | Rothwell Corinthians (10)                        | 87     |
| 85                                                                         | Peterborough Northern Star (9)                   | 5–1   | Wellingborough Whitworth (10)                    | 110    |
| 86                                                                         | Dereham Town (9)                                 | 3–1   | Stewarts & Lloyds Corby (9)                      | 108    |
| 87                                                                         | Rushden & Higham United (10)                     | 1–3   | Bugbrooke St. Michaels (10)                      | 62     |
| 88                                                                         | Fakenham Town (10)                               | 0–1   | St. Ives Town (9)                                | 151    |
| 89                                                                         | Thrapston Town (10)                              | 2–0   | Cogenhoe United (9)                              | 125    |
| 90                                                                         | Wellingborough Town (9)                          | 2–1   | March Town United (10)                           | 94     |
| 91                                                                         | Wisbech Town (9)                                 | 1–1   | Desborough Town (9)                              | 80     |
| powtórka                                                                   | Desborough Town (9)                              | 2–5   | Wisbech Town (9)                                 | 120    |
| 92                                                                         | Northampton Spencer (10)                         | 1–1   | Yaxley (9)                                       | 80     |
| powtórka                                                                   | Yaxley (9)                                       | 3–1   | Northampton Spencer (10)                         | 71     |
| 93                                                                         | Brantham Athletic (9)                            | 1–0   | Mildenhall Town (9)                              | 53     |
| 94                                                                         | Wivenhoe Town (9)                                | 1–1   | Haverhill Rovers (9)                             | 115    |
| powtórka                                                                   | Haverhill Rovers (9)                             | 2–0   | Wivenhoe Town (9)                                | 75     |
| 95                                                                         | F.C. Clacton (9)                                 | 1–3   | Halstead Town (10)                               | 126    |
| 96                                                                         | Felixstowe & Walton United (9)                   | 3–1   | drużyna Bury (10)                                | 99     |
| 97                                                                         | Walsham-le-Willows (9)                           | 1–3   | Burnham Ramblers (9)                             | 72     |
| 98                                                                         | Barkingside (9)                                  | 1–1   | Great Yarmouth Town (10)                         | 186    |
| powtórka                                                                   | Great Yarmouth Town (10)                         | 3–0   | Barkingside (9)                                  | 57     |
| 99                                                                         | Kirkley & Pakefield (9)                          | 1–1   | Sawbridgeworth Town (9)                          | 70     |
| powtórka                                                                   | Sawbridgeworth Town (9)                          | 3–7   | Kirkley & Pakefield (9)                          | 70     |
| 100                                                                        | Stansted (9)                                     | 1–2   | Norwich United (9)                               | 53     |
| 101                                                                        | Gorleston (9)                                    | 3–1   | Stanway Rovers (9)                               | 85     |
| 102                                                                        | Takeley (9)                                      | 2–1   | Newmarket Town (10)                              | 151    |
| 103                                                                        | London All Peoples’ Sports Association (9)       | 3–1   | Long Melford (10)                                | 30     |
| 104                                                                        | Basildon United (9)                              | 1–0   | Diss Town (9)                                    | 51     |
| 105                                                                        | Debenham LC (10)                                 | 0–2   | Whitton United (10)                              | 90     |
| 106                                                                        | Southend Manor (9)                               | 1–0   | Hullbridge Sports (9)                            | 84     |
| 107                                                                        | Woodbridge Town (9)                              | 1–2   | Great Wakering Rovers (9)                        | 88     |
| 108                                                                        | Bowers & Pitsea (9)                              | 1–3   | Eton Manor (9)                                   | 52     |
| 109                                                                        | Ipswich Wanderers (10)                           | 0–3   | Hadleigh United (9)                              | 97     |
| 110                                                                        | AFC Dunstable (9)                                | 4–1   | Ampthill Town (9)                                | 83     |
| 111                                                                        | Hanworth Villa (9)                               | 2–2   | Bethnal Green United (9)                         | 98     |
| powtórka                                                                   | Bethnal Green United (9)                         | 1–5   | Hanworth Villa (9)                               | 115    |
| 112                                                                        | Hoddesdon Town (10)                              | 1–1   | Berkhamsted (9)                                  | 57     |
| powtórka                                                                   | Berkhamsted (9)                                  | 2–1   | Hoddesdon Town (10)                              | 102    |
| 113                                                                        | Wodson Park (10)                                 | 0–4   | Colney Heath (9)                                 | 87     |
| 114                                                                        | Bedfont Sports (9)                               | 0–1   | Tring Athletic (9)                               | 65     |
| 115                                                                        | Haringey Borough (9)                             | 1–3   | AFC Kempston Rovers (9)                          | 57     |
| 116                                                                        | Staines Lammas (10)                              | 4–4   | Barking (9)                                      | 42     |
| powtórka                                                                   | Barking (9)                                      | 0–1   | Staines Lammas (10)                              | 56     |
| 117                                                                        | Wembley (9)                                      | 3–2   | Langford (10)                                    | 654    |
| 118                                                                        | Biggleswade United (9)                           | 2–0   | Cranfield United (10)                            | 42     |
| 119                                                                        | Broxbourne Borough V&E (9)                       | w/o   | Dunstable Town (9)                               | N/A    |
| Walkower dla Dunstable Town – Broxbourne Borough V&E wycofano z rozgrywek. |                                                  |       |                                                  |        |
| 120                                                                        | Hadley (9)                                       | 2–0   | Hertford Town (9)                                | 60     |
| 121                                                                        | Hanwell Town (9)                                 | 1–3   | Haringey & Waltham Development (9)               | 71     |
| 122                                                                        | Harefield United (9)                             | 3–0   | Hillingdon Borough (9)                           | 141    |
| 123                                                                        | Crawley Green (10)                               | 1–2   | Stotfold (9)                                     | 65     |
| 124                                                                        | London Colney (9)                                | 3–0   | Hatfield Town (9)                                | 65     |
| 125                                                                        | Kings Langley (10)                               | 1–1   | St. Margaretsbury (9)                            | 72     |
| powtórka                                                                   | St. Margaretsbury (9)                            | 3–2   | Kings Langley (10)                               | 60     |
| 126                                                                        | Aylesbury United (9)                             | 4–0   | Enfield 1893 (9)                                 | 136    |
| 127                                                                        | London Lions (10)                                | 4–0   | Clapton (9)                                      | 70     |
| 128                                                                        | Sporting Bengal United (9)                       | 1–3   | Cockfosters (10)                                 | 78     |
| 129                                                                        | Oxhey Jets (9)                                   | 5–2   | Leverstock Green (9)                             | 80     |
| 130                                                                        | Ardley United (9)                                | 4–2   | Holyport (9)                                     | 46     |
| 131                                                                        | Kidlington (9)                                   | 2–2   | Shrivenham (9)                                   | 59     |
| powtórka                                                                   | Shrivenham (9)                                   | 6–3   | Kidlington (9)                                   | 75     |
| 132                                                                        | Cove (9)                                         | 2–0   | Slimbridge (9)                                   | 55     |
| 133                                                                        | Reading Town (9)                                 | 1–6   | Newport Pagnell Town (9)                         | 71     |
| 134                                                                        | Hartley Wintney (9)                              | 2–1   | Holmer Green (9)                                 |        |
| 135                                                                        | Old Woodstock Town (10)                          | 1–4   | Wantage Town (9)                                 | 135    |
| 136                                                                        | Bracknell Town (10)                              | 2–1   | Binfield (9)                                     | 374    |
| 137                                                                        | Ascot United (9)                                 | 6–1   | Sandhurst Town (9)                               | 231    |
| 138                                                                        | Thame United (9)                                 | 1–0   | Newbury (9)                                      | 65     |
| 139                                                                        | Witney Town (9)                                  | 1–1   | Marlow (9)                                       | 142    |
| powtórka                                                                   | Marlow (9)                                       | 4–3   | Witney Town (9)                                  | 131    |
| 140                                                                        | Wokingham & Emmbrook (9)                         | 0–2   | Camberley Town (9)                               | 140    |
| 141                                                                        | Abingdon Town (9)                                | 1–0   | Fairford Town (10)                               | 47     |
| 142                                                                        | Flackwell Heath (9)                              | 0–1   | Windsor (9)                                      | 86     |
| 143                                                                        | Erith Town (9)                                   | 2–4   | Ringmer (9)                                      | 37     |
| 144                                                                        | Littlehampton Town (10)                          | 4–0   | Molesey (9)                                      | 141    |
| 145                                                                        | Tunbridge Wells (9)                              | 1–4   | Beckenham Town (9)                               | 137    |
| 146                                                                        | Peacehaven & Telscombe (9)                       | 2–1   | Banstead Athletic (10)                           | 80     |
| 147                                                                        | Chessington & Hook United (9)                    | 2–2   | Warlingham (10)                                  |        |
| powtórka                                                                   | Warlingham (10)                                  | 2–3   | Chessington & Hook United (9)                    | 82     |
| 148                                                                        | Cobham (10)                                      | 1–1   | South Park (9)                                   | 125    |
| powtórka                                                                   | South Park (9)                                   | 3–0   | Cobham (10)                                      |        |
| 149                                                                        | Pagham (9)                                       | 2–1   | Sevenoaks Town (9)                               |        |
| 150                                                                        | Arundel (9)                                      | 1–2   | Epsom & Ewell (9)                                | 79     |
| 151                                                                        | Lordswood (9)                                    | 3–2   | Erith & Belvedere (9)                            | 110    |
| 152                                                                        | Dorking (9)                                      | 3–4   | VCD Athletic (9)                                 | 54     |
| 153                                                                        | Redhill (9)                                      | 1–0   | Whyteleafe (9)                                   | 140    |
| 154                                                                        | Deal Town (9)                                    | 1–2   | Ashford United (10)                              | 166    |
| 155                                                                        | Lingfield (9)                                    | 4–2   | AFC Uckfield (9)                                 | 59     |
| 156                                                                        | Hailsham Town (9)                                | 2–4   | Greenwich Borough (9)                            | 40     |
| 157                                                                        | Fisher (9)                                       | 1–1   | East Preston (9)                                 | 71     |
| powtórka                                                                   | East Preston (9)                                 | 1–0   | Fisher (9)                                       | 79     |
| 158                                                                        | Mole Valley SCR (10)                             | 1–1   | Badshot Lea (9)                                  | 63     |
| powtórka                                                                   | Badshot Lea (9)                                  | 4–1   | Mole Valley SCR (10)                             | 60     |
| 159                                                                        | Horley Town (9)                                  | 5–1   | Holmesdale (9)                                   | 63     |
| 160                                                                        | Lancing (9)                                      | 6–1   | Selsey (9)                                       | 89     |
| 161                                                                        | Egham Town (9)                                   | 4–0   | Westfield (10)                                   | 56     |
| 162                                                                        | Chichester City (9)                              | 2–5   | Crowborough Athletic (9)                         | 53     |
| 163                                                                        | Shoreham (9)                                     | 2–2   | Colliers Wood United (9)                         | 71     |
| powtórka                                                                   | Colliers Wood United (9)                         | 4–1   | Shoreham (9)                                     | 71     |
| 164                                                                        | St. Francis Rangers (9)                          | 0–1   | Rye United (9)                                   | 110    |
| 165                                                                        | Corinthian (9)                                   | 3–2   | Croydon (9)                                      | 55     |
| 166                                                                        | Hassocks (9)                                     | 0–1   | Sidley United (9)                                | 80     |
| 167                                                                        | Raynes Park Vale (9)                             | 8–0   | Horsham YMCA (9)                                 | 79     |
| 168                                                                        | Bitton (9)                                       | 3–1   | Bristol Manor Farm (9)                           | 97     |
| 169                                                                        | Bemerton Heath Harlequins (9)                    | 1–2   | Hamworthy United (9)                             | 52     |
| 170                                                                        | Winterbourne United (9)                          | 1–2   | Moneyfields (9)                                  | 55     |
| 171                                                                        | Hallen (9)                                       | 4–0   | Fawley (9)                                       | 58     |
| 172                                                                        | Farnham Town (9)                                 | 0–3   | Alresford Town (9)                               | 60     |
| 173                                                                        | Highworth Town (9)                               | 3–1   | Corsham Town (10)                                | 72     |
| 174                                                                        | GE Hamble (9)                                    | 2–0   | Whitchurch United (10)                           | 87     |
| 175                                                                        | Almondsbury UWE (10)                             | 1–1   | Petersfield Town (10)                            | 43     |
| powtórka                                                                   | Petersfield Town (10)                            | 2–3 † | Almondsbury UWE (10)                             | 63     |
| 176                                                                        | East Cowes Victoria Athletic (10)                | 3–2   | Verwood Town (9)                                 | 137    |
| 177                                                                        | Downton (9)                                      | 4–1   | Ash United (9)                                   | 56     |
| 178                                                                        | Hayling United (9)                               | 0–3   | Fareham Town (9)                                 | 95     |
| 179                                                                        | Wootton Bassett Town (10)                        | 4–2   | Calne Town (10)                                  | 248    |
| 180                                                                        | Horndean (9)                                     | 2–0   | Brockenhurst (10)                                | 40     |
| 181                                                                        | Fleet Spurs (10)                                 | 2–3   | Totton & Eling (9)                               | 60     |
| 182                                                                        | Alton Town (9)                                   | 3–0   | Bradford Town (10)                               | 66     |
| 183                                                                        | Ringwood Town (10)                               | 1–5   | Cadbury Heath (9)                                | 61     |
| 184                                                                        | Longwell Green Sports (9)                        | 0–0   | Melksham Town (9)                                | 59     |
| powtórka                                                                   | Melksham Town (9)                                | 3–1   | Longwell Green Sports (9)                        | 115    |
| 185                                                                        | Christchurch (9)                                 | 5–0   | Cowes Sports (10)                                | 91     |
| 186                                                                        | Romsey Town (9)                                  | 4–0   | Lymington Town (9)                               | 50     |
| 187                                                                        | New Milton Town (9)                              | 0–2   | Newport (IW) (9)                                 | 40     |
| 188                                                                        | Blackfield & Langley (9)                         | 6–1   | AFC Portchester (9)                              | 40     |
| 189                                                                        | Bournemouth (9)                                  | 0–1   | Pewsey Vale (10)                                 | 57     |
| 190                                                                        | Plymouth Parkway (10)                            | 3–1   | Welton Rovers (10)                               | 104    |
| 191                                                                        | Gillingham Town (9)                              | 5–0   | Tavistock (10)                                   | 124    |
| 192                                                                        | Bodmin Town (10)                                 | 3–1   | Brislington (9)                                  | 92     |
| 193                                                                        | Bishop Sutton (9)                                | 5–2   | Radstock Town (9)                                | 51     |
| 194                                                                        | Street (9)                                       | 1–3   | Hengrove Athletic (10)                           | 59     |
| 195                                                                        | Chard Town (10)                                  | 1–0   | Ilfracombe Town (9)                              | 102    |
| 196                                                                        | Wells City (9)                                   | 3–2   | Barnstaple Town (9)                              | 65     |
| 197                                                                        | Larkhall Athletic (9)                            | 2–1   | Willand Rovers (9)                               | 75     |
| 198                                                                        | Odd Down (9)                                     | 3–1   | Saltash United (10)                              | 61     |
| 199                                                                        | Buckland Athletic (9)                            | 2–1   | Bridport (9)                                     | 144    |
| 200                                                                        | Sherborne Town (10)                              | 3–1   | Elmore (10)                                      | 97     |

† – dogrywka

## Runda wstępna
Do rundy wstępnej awansowało 200 drużyn z poprzedniej rundy. Do rozgrywek dołączyły 132 drużyny z 8. poziomu rozgrywek piłkarskich w Anglii. Spośród 332 drużyn biorących udział w Rundzie wstępnej 166 awansowało do Pierwszej rundy. Liczba uczestników zmalała od 558 do 392. Zwycięskie drużyny otrzymały 1750 funtów nagrody.
| Lp. | Gospodarze (Poziom rozgrywek)      | Wynik | Goście (Poziom rozgrywek)         | Widzów |
| --- | ---------------------------------- | ----- | --------------------------------- | ------ |
| 1 | Harrogate Railway Athletic (8)     | 1–1   | South Shields (9)                 | 72     |
| powtórka | South Shields (9)                  | 1–0   | Harrogate Railway Athletic (8)    | 83     |
| 2 | Birtley Town (10)                  | 1–4   | West Auckland Town (9)            | 135    |
| 3 | Jarrow Roofing Boldon CA (10)      | 2–3   | Farsley (8)                       | 39     |
| 4 | Shildon (9)                        | 1–1   | Guisborough Town (9)              | 120    |
| powtórka | Guisborough Town (9)               | 0–6   | Shildon (9)                       | 140    |
| 5 | Bishop Auckland (9)                | 7–1   | Esh Winning (10)                  | 94     |
| 6 | Ossett Town (8)                    | 1–0   | Goole (8)                         | 113    |
| 7 | Garforth Town (8)                  | 1–0   | Wakefield (8)                     | 71     |
| 8 | Tadcaster Albion (9)               | 3–0   | Norton & Stockton Ancients (9)    | 96     |
| 9 | Brighouse Town (9)                 | 1–2   | Eccleshill United (10)            | 49     |
| 10 | Hebburn Town (9)                   | 1–3   | Ossett Albion (8)                 | 109    |
| 11 | Celtic Nation (9)                  | 2–1   | Dunston UTS (9)                   | 102    |
| Celtic Nation zdyskwalifikowano za występ nieuprawnionego gracza.                                                 |                                    |       |                                   |        |
| 12 | Crook Town (10)                    | 4–4   | Holker Old Boys (10)              | 98     |
| powtórka | Holker Old Boys (10)               | 3–1   | Crook Town (10)                   | 140    |
| 13 | Marske United (9)                  | 1–4   | Ashington (9)                     | 189    |
| 14 | Spennymoor Town (9)                | 3–0   | West Allotment Celtic (10)        | 201    |
| 15 | Whitley Bay (9)                    | 0–3   | Bedlington Terriers (9)           | 329    |
| 16 | Durham City (9)                    | 2–1   | Billingham Town (9)               | 100    |
| 17 | Staveley Miners Welfare (9)        | 3–3   | Bamber Bridge (8)                 | 121    |
| powtórka | Bamber Bridge (8)                  | 5–2   | Staveley Miners Welfare (9)       | 132    |
| 18 | Chadderton (10)                    | 0–1   | Maltby Main (9)                   | 37     |
| 19 | Ashton Athletic (9)                | 2–2   | Lancaster City (8)                | 79     |
| powtórka | Lancaster City (8)                 | 4–1   | Ashton Athletic (9)               | 134    |
| 20 | Padiham (9)                        | 0–0   | Burscough (8)                     | 170    |
| powtórka | Burscough (8)                      | 2–1 † | Padiham (9)                       | 139    |
| 21 | Mossley (8)                        | 0–3   | Bootle (9)                        | 132    |
| 22 | Maine Road (9)                     | 2–1   | Bacup Borough (9)                 | 68     |
| 23 | Barton Town Old Boys (9)           | 1–2   | Cammell Laird (8)                 | 94     |
| 24 | Atherton Collieries (10)           | 2–1   | Congleton Town (9)                | 81     |
| 25 | Ramsbottom United (8)              | 3–0   | Brigg Town (8)                    | 203    |
| 26 | Winsford United (9)                | 0–2   | Trafford (8)                      | 116    |
| 27 | AFC Liverpool (9)                  | 0–1   | Prescot Cables (8)                | 361    |
| 28 | Irlam (10)                         | 1–2   | Runcorn Town (9)                  | 75     |
| 29 | Atherton LR (10)                   | 0–3   | Warrington Town (8)               | 58     |
| 30 | Formby (10)                        | 1–3   | Skelmersdale United (8)           | 141    |
| 31 | Northwich Victoria (8)             | 0–0   | Curzon Ashton (8)                 | 156    |
| powtórka | Curzon Ashton (8)                  | 2–2 † | Northwich Victoria (8)            | 175    |
| Curzon Ashton zwyciężyło 4–2 w rzutach karnych.                                                                   |                                    |       |                                   |        |
| 32 | Sheffield (8)                      | 1–2   | Abbey Hey (10)                    | 198    |
| 33 | Clitheroe (8)                      | 2–2   | Radcliffe Borough (8)             | 160    |
| powtórka | Radcliffe Borough (8)              | 0–1   | Clitheroe (8)                     | 117    |
| 34 | Salford City (8)                   | 5–1   | Hemsworth Miners Welfare (9)      | 102    |
| 35 | Loughborough Dynamo (8)            | 3–0   | Glossop North End (9)             | 110    |
| 36 | Lincoln United (8)                 | 1–2   | Thurnby Nirvana (10)              | 72     |
| 37 | New Mills (8)                      | 2–2   | Mickleover Sports (8)             | 117    |
| powtórka | Mickleover Sports (8)              | 1–1 † | New Mills (8)                     | 124    |
| New Mills zwyciężyło 6–5 w rzutach karnych.                                                                       |                                    |       |                                   |        |
| 38 | Holbrook Sports (10)               | 1–6   | Belper Town (8)                   | 204    |
| 39 | Coalville Town (8)                 | 5–3   | Loughborough University (9)       | 140    |
| 40 | Stamford (8)                       | 1–0   | Borrowash Victoria (10)           | 110    |
| 41 | Kirby Muxloe (9)                   | 0–2   | Holbeach United (9)               | 60     |
| 42 | Blaby & Whetstone Athletic (10)    | 2–1   | Heanor Town (9)                   | 88     |
| 43 | Carlton Town (8)                   | 3–2   | Oadby Town (10)                   | 81     |
| 44 | Hucknall Town (8)                  | 0–1   | Retford United (9)                | 173    |
| 45 | Sleaford Town (9)                  | 1–2   | Rainworth MW (8)                  | 97     |
| 46 | Blackstones (9)                    | 1–3   | Gresley (8)                       | 72     |
| 47 | Quorn (9)                          | 2–1   | Dunkirk (9)                       | 74     |
| 48 | Chasetown (8)                      | 2–1   | Rocester (9)                      | 235    |
| 49 | Cradley Town (10)                  | 4–4   | Norton United (9)                 | 27     |
| powtórka | Norton United (9)                  | 5–0   | Cradley Town (10)                 | 66     |
| 50 | Studley (9)                        | 1–4   | Rugby Town (8)                    | 113    |
| 51 | Halesowen Town (8)                 | 1–2   | Dudley Town (10)                  | 295    |
| 52 | Gornal Athletic (9)                | 6–0   | Coventry Sphinx (9)               | 60     |
| 53 | Leek Town (8)                      | 2–1   | Evesham United (8)                | 177    |
| 54 | Market Drayton Town (8)            | 2–1   | Newcastle Town (8)                | 92     |
| 55 | Heath Hayes (9)                    | 3–4   | Tividale (9)                      | 70     |
| 56 | Sporting Khalsa (10)               | 1–1   | Nuneaton Griff (10)               | 50     |
| powtórka | Nuneaton Griff (10)                | 5–1   | Sporting Khalsa (10)              | 106    |
| 57 | AFC Wulfrunians (10)               | 1–0   | Kidsgrove Athletic (8)            | 90     |
| 58 | Stourport Swifts (9)               | 1–1   | Continental Star (9)              | 67     |
| powtórka | Continental Star (9)               | 1–3   | Stourport Swifts (9)              | 62     |
| 59 | Wellington (10)                    | 3–5   | Bewdley Town (10)                 | 59     |
| 60 | Lye Town (10)                      | 0–1   | Bridgnorth Town (9)               | 128    |
| 61 | Westfields (9)                     | 2–1   | Romulus (8)                       | 82     |
| 62 | Sutton Coldfield Town (8)          | 2–1   | Pegasus Juniors (10)              | 70     |
| 63 | Wolverhampton Casuals (10)         | 2–0   | Pilkington XXX (10)               | 65     |
| 64 | Godmanchester Rovers (9)           | 3–4   | Daventry Town (8)                 | 90     |
| 65 | Peterborough Northern Star (9)     | 3–1   | Thrapston Town (10)               | 72     |
| 66 | Bugbrooke St Michaels (10)         | 2–2   | Ely City (9)                      | 47     |
| powtórka | Ely City (9)                       | 1–3   | Bugbrooke St Michaels (10)        | 107    |
| 67 | Huntingdon Town (9)                | 3–2   | St Ives Town (9)                  | 301    |
| 68 | Dereham Town (9)                   | 3–0   | Woodford United (8)               | 102    |
| Pierwszy mecz przerwano po 23 minutach w związku z niekorzystnymi warunkami atmosferycznymi, przy rezultacie 2-0. |                                    |       |                                   |        |
| 69 | Wisbech Town (9)                   | 3–0   | Yaxley (9)                        | 286    |
| 70 | Wellingborough Town (9)            | 1–3   | King’s Lynn Town (8)              | 220    |
| 71 | Soham Town Rangers (8)             | 5–1   | Burnham Ramblers (9)              | 117    |
| 72 | Great Yarmouth Town (10)           | 1–8   | Witham Town (8)                   | 66     |
| 73 | Grays Athletic (8)                 | 1–0   | Takeley (9)                       | 145    |
| 74 | Tilbury (8)                        | 5–1   | Brantham Athletic (9)             | 69     |
| 75 | AFC Sudbury (8)                    | 5–0   | Ilford (8)                        | 181    |
| 76 | Kirkley & Pakefield (9)            | 0–2   | Southend Manor (9)                | 65     |
| 77 | Harlow Town (8)                    | 1–2   | Hadleigh United (9)               | 131    |
| 78 | Halstead Town (10)                 | 0–6   | Brentwood Town (8)                |        |
| 79 | Needham Market (8)                 | 6–2   | Gorleston (9)                     | 213    |
| 80 | Eton Manor (9)                     | 0–2   | Norwich United (9)                | 39     |
| 81 | Felixstowe & Walton United (9)     | 1–1   | Heybridge Swifts (8)              | 82     |
| powtórka | Heybridge Swifts (8)               | 4–0   | Felixstowe & Walton United (9)    | 117    |
| 82 | Whitton United (10)                | 0–3   | Aveley (8)                        | 47     |
| 83 | Basildon United (9)                | 1–0   | Haverhill Rovers (9)              | 48     |
| 84 | Maldon & Tiptree (8)               | 9–1   | London APSA (9)                   | 34     |
| 85 | Wroxham (8)                        | 2–0   | Great Wakering Rovers (9)         | 103    |
| 86 | St Margaretsbury (9)               | 0–0   | Leighton Town (8)                 | 53     |
| powtórka | Leighton Town (8)                  | 2–3   | St Margaretsbury (9)              | 104    |
| 87 | London Colney (9)                  | 1–2   | Harefield United (9)              | 57     |
| 88 | Haringey & Waltham Development (9) | 1–2   | Waltham Abbey (8)                 | 24     |
| 89 | Biggleswade United (9)             | 0–1   | Ware (8)                          | 48     |
| 90 | Ashford Town (Middx) (8)           | 2–2   | Tring Athletic (9)                | 75     |
| powtórka | Tring Athletic (9)                 | 0–2   | Ashford Town (Middx) (8)          | 117    |
| 91 | AFC Kempston Rovers (9)            | 2–0   | Cockfosters (10)                  | 65     |
| 92 | London Lions (10)                  | 3–1   | Oxhey Jets (9)                    | 50     |
| 93 | Berkhamsted (9)                    | 3–1   | Hadley (9)                        | 84     |
| 94 | Cheshunt (8)                       | 2–2   | Potters Bar Town (8)              | 123    |
| powtórka | Potters Bar Town (8)               | 3–1   | Cheshunt (8)                      | 172    |
| 95 | Aylesbury United (9)               | 2–5   | Northwood (8)                     | 118    |
| 96 | Hanworth Villa (9)                 | 1–2   | Royston Town (8)                  | 86     |
| 97 | Colney Heath (9)                   | 1–1   | Stotfold (9)                      | 57     |
| powtórka | Stotfold (9)                       | 3–7   | Colney Heath (9)                  | 60     |
| 98 | Staines Lammas (10)                | 0–2   | Barton Rovers (8)                 | 82     |
| 99 | AFC Dunstable (9)                  | 5–0   | Redbridge (8)                     | 42     |
| 100 | Biggleswade Town (8)               | 3–0   | AFC Hayes (8)                     | 99     |
| 101 | Uxbridge (8)                       | 2–2   | Wembley (9)                       | 754    |
| powtórka | Wembley (9)                        | 0–5   | Uxbridge (8)                      | 317    |
| 102 | Romford (8)                        | 1–4   | Waltham Forest (8)                | 110    |
| 103 | North Greenford United (8)         | 2–4   | Dunstable Town (9)                | 56     |
| 104 | Bishop’s Cleeve (8)                | 2–1   | Ascot United (9)                  | 88     |
| Pierwszy mecz przerwano po 81 minutach w związku z niekorzystnymi warunkami atmosferycznymi, przy rezultacie 2-2. |                                    |       |                                   |        |
| 105 | Cinderford Town (8)                | 5–0   | Abingdon Town (9)                 | 96     |
| 106 | Didcot Town (8)                    | 2–1   | Abingdon United (8)               | 142    |
| 107 | Camberley Town (9)                 | 0–5   | Chalfont St Peter (8)             | 65     |
| 108 | Hungerford Town (8)                | 5–2   | Beaconsfield SYCOB (8)            | 55     |
| 109 | Aylesbury (8)                      | 0–2   | Windsor (9)                       | 150    |
| 110 | Wantage Town (9)                   | 4–1   | Hartley Wintney (9)               | 46     |
| 111 | Newport Pagnell Town (9)           | 6–2   | Ardley United (9)                 | 140    |
| 112 | Fleet Town (8)                     | 0–2   | Marlow (9)                        | 76     |
| 113 | North Leigh (8)                    | 6–0   | Thame United (9)                  | 75     |
| 114 | Cirencester Town (8)               | 0–1   | Merthyr Town (8)                  | 108    |
| 115 | Cove (9)                           | 2–5   | Thatcham Town (8)                 | 54     |
| 116 | Bracknell Town (10)                | 2–0   | Shrivenham (9)                    | 136    |
| 117 | Lordswood (9)                      | 0–0   | Pagham (9)                        | 62     |
| powtórka | Pagham (9)                         | 1–1 † | Lordswood (9)                     | 82     |
| Pagham zwyciężyło 4–2 w rzutach karnych.                                                                          |                                    |       |                                   |        |
| 118 | Chertsey Town (8)                  | 1–4   | Beckenham Town (9)                | 112    |
| 119 | Horley Town (9)                    | 1–1   | Leatherhead (8)                   | 104    |
| powtórka | Leatherhead (8)                    | 3–0   | Horley Town (9)                   | 141    |
| 120 | Lancing (9)                        | 0–1   | South Park (9)                    | 99     |
| 121 | Epsom & Ewell (9)                  | 2–1   | Three Bridges (8)                 | 120    |
| 122 | Badshot Lea (9)                    | 2–1   | Egham Town (9)                    | 58     |
| 123 | Chipstead (8)                      | 5–2   | Crowborough Athletic (9)          | 63     |
| 124 | Sittingbourne (8)                  | 2–1   | Burnham (8)                       | 112    |
| 125 | Faversham Town (8)                 | 2–1   | Ringmer (9)                       | 110    |
| 126 | Chatham Town (8)                   | 2–1   | Peacehaven & Telscombe (9)        | 113    |
| 127 | Crawley Down Gatwick (8)           | 1–3   | Tooting & Mitcham United (8)      | 153    |
| 128 | Slough Town (8)                    | 4–2   | Corinthian (9)                    | 154    |
| 129 | Horsham (8)                        | 2–2   | Raynes Park Vale (9)              | 186    |
| powtórka | Raynes Park Vale (9)               | 1–3   | Horsham (8)                       | 138    |
| 130 | Merstham (8)                       | 1–5   | Walton & Hersham (8)              | 95     |
| 131 | VCD Athletic (9)                   | 2–1   | Whitstable Town (8)               | 75     |
| 132 | Burgess Hill Town (8)              | 0–3   | Littlehampton Town (10)           | 241    |
| 133 | Redhill (9)                        | 3–0   | Corinthian Casuals (8)            | 121    |
| 134 | Godalming Town (8)                 | 5–2   | Ramsgate (8)                      | 142    |
| 135 | Herne Bay (8)                      | 1–3   | Folkestone Invicta (8)            | 314    |
| 136 | Dulwich Hamlet (8)                 | 1–0   | Hythe Town (8)                    | 210    |
| 137 | Maidstone United (8)               | 4–1   | Colliers Wood United (9)          | 938    |
| 138 | Guildford City (8)                 | 5–3   | East Preston (9)                  | 86     |
| 139 | Eastbourne Town (8)                | 2–0   | Chessington & Hook United (9)     | 110    |
| 140 | Walton Casuals (8)                 | 1–2   | Thamesmead Town (8)               | 53     |
| Pierwszy mecz przerwano po 45 minutach w związku z niekorzystnymi warunkami atmosferycznymi, przy rezultacie 0-2. |                                    |       |                                   |        |
| 141 | Ashford United (10)                | 1–3   | Lingfield (9)                     | 235    |
| 142 | Worthing (8)                       | 5–1   | Rye United (9)                    | 217    |
| 143 | Greenwich Borough (9)              | 2–2   | Sidley United (9)                 | 48     |
| powtórka | Sidley United (9)                  | 0–1   | Greenwich Borough (9)             | 74     |
| 144 | Christchurch (9)                   | 2–1   | Alresford Town (9)                | 78     |
| 145 | Highworth Town (9)                 | 1–0   | Shortwood United (8)              | 102    |
| 146 | Blackfield & Langley (9)           | 1–0   | Downton (9)                       | 77     |
| 147 | Mangotsfield United (8)            | 2–0   | Bitton (9)                        | 175    |
| 148 | Yate Town (8)                      | 5–0   | Poole Town (8)                    | 128    |
| 149 | GE Hamble (9)                      | 0–1   | Totton & Eling (9)                | 59     |
| 150 | Pewsey Vale (10)                   | 2–3   | Melksham Town (9)                 | 98     |
| 151 | Moneyfields (9)                    | 0–1   | Newport (IW) (9)                  | 72     |
| 152 | Sholing (8)                        | 4–0   | East Cowes Victoria Athletic (10) | 96     |
| 153 | Cadbury Heath (9)                  | 2–3   | Almondsbury UWE (10)              | 79     |
| 154 | Hallen (9)                         | 1–4   | Swindon Supermarine (8)           | 70     |
| 155 | Horndean (9)                       | 2–0   | Romsey Town (9)                   | 53     |
| 156 | Wootton Bassett Town (10)          | 1–0   | Hamworthy United (9)              | 99     |
| 157 | Wimborne Town (8)                  | 0–1   | Fareham Town (9)                  | 190    |
| 158 | Winchester City (8)                | 3–0   | Alton Town (9)                    | 80     |
| 159 | Gillingham Town (9)                | 3–3   | Bishop Sutton (9)                 | 107    |
| powtórka | Bishop Sutton (9)                  | 2–3   | Gillingham Town (9)               | 85     |
| 160 | Wells City (9)                     | 0–4   | Bodmin Town (10)                  | 85     |
| 161 | Clevedon Town (8)                  | 2–0   | Tiverton Town (8)                 | 96     |
| 162 | Buckland Athletic (9)              | 5–0   | Hengrove Athletic (10)            | 146    |
| 163 | Sherborne Town (10)                | 2–0   | Odd Down (9)                      | 78     |
| 164 | Larkhall Athletic (9)              | 3–2   | Bridgwater Town (8)               | 90     |
| 165 | Paulton Rovers (8)                 | 1–1   | Taunton Town (8)                  | 123    |
| powtórka | Taunton Town (8)                   | 3–2   | Paulton Rovers (8)                | 154    |
| 166 | Chard Town (10)                    | 1–4   | Plymouth Parkway (10)             | 91     |

† – dogrywka

## Pierwsza runda kwalifikacyjna
Do pierwszej rundy kwalifikacyjnej przystąpiły 232 drużyny – 166 zwycięzców rundy wstępnej oraz 66 drużyn z 7. poziomu rozgrywek rozpoczynających grę w pucharze od tej rundy. Spośród nich 116 zwycięskich drużyn awansowało do drugiej rundy kwalifikacyjnej, otrzymując 3000 funtów nagrody. Liczba uczestniczących zespołów zmalała od 392 do 276 drużyn. Najlepszym zawodnikiem rundy został zawodnik Clevedon Town F.C. Scott Murray.
| Lp.                                              | Gospodarze (Poziom rozgrywek)   | Wynik | Goście (Poziom rozgrywek)       | Widzów |
| ------------------------------------------------ | ------------------------------- | ----- | ------------------------------- | ------ |
| 1                                                | Spennymoor Town (9)             | 2–0   | South Shields (9)               | 268    |
| 2                                                | Tadcaster Albion (9)            | 3–0   | Holker Old Boys (10)            | 111    |
| 3                                                | Durham City (9)                 | 1–3   | Shildon (9)                     | 214    |
| 4                                                | Farsley (8)                     | 1–1   | Ossett Albion (8)               | 196    |
| powtórka                                         | Ossett Albion (8)               | 1–0   | Farsley (8)                     | 146    |
| 5                                                | Ossett Town (8)                 | 1–1   | Whitby Town (7)                 | 75     |
| powtórka                                         | Whitby Town (7)                 | 1–0   | Ossett Town (8)                 | 179    |
| 6                                                | Bedlington Terriers (9)         | 0–1   | Bishop Auckland (9)             | 206    |
| 7                                                | Dunston UTS (9)                 | 3–3   | Kendal Town (7)                 | 212    |
| powtórka                                         | Kendal Town (7)                 | 4–2 † | Dunston UTS (9)                 | 159    |
| 8                                                | Ashington (9)                   | 2–3   | West Auckland Town (9)          | 277    |
| 9                                                | Eccleshill United (10)          | 0–2   | North Ferriby United (7)        | 99     |
| 10                                               | Blyth Spartans (7)              | 1–0   | Garforth Town (8)               | 401    |
| 11                                               | Abbey Hey (10)                  | 2–1   | Atherton Collieries (10)        | 72     |
| 12                                               | Warrington Town (8)             | 1–0   | Maine Road (9)                  | 224    |
| 13                                               | Burscough (8)                   | 2–4   | Witton Albion (7)               | 217    |
| 14                                               | Worksop Town (7)                | 0–2   | Frickley Athletic (7)           | 274    |
| 15                                               | Skelmersdale United (8)         | 1–0   | Clitheroe (8)                   | 163    |
| 16                                               | Lancaster City (8)              | 0–4   | Salford City (8)                | 178    |
| 17                                               | Chorley (7)                     | 2–0   | Nantwich Town (7)               | 633    |
| 18                                               | Bootle (9)                      | 1–2   | Bamber Bridge (8)               | 206    |
| 19                                               | Prescot Cables (8)              | 1–3   | Ashton United (7)               | 167    |
| 20                                               | Stocksbridge Park Steels (7)    | 0–3   | Marine (7)                      | 159    |
| 21                                               | F.C. United Of Manchester (7)   | 5–0   | Cammell Laird (8)               | 1,024  |
| 22                                               | Runcorn Town (9)                | 0–4   | Trafford (8)                    | 100    |
| 23                                               | Curzon Ashton (8)               | 8–1   | Maltby Main (9)                 | 135    |
| 24                                               | AFC Fylde (7)                   | 3–1   | Ramsbottom United (8)           | 302    |
| 25                                               | Retford United (9)              | 1–2   | New Mills (8)                   | 125    |
| 26                                               | Matlock Town (7)                | 2–2   | Belper Town (8)                 | 460    |
| powtórka                                         | Belper Town (8)                 | 3–0   | Matlock Town (7)                | 341    |
| 27                                               | Holbeach United (9)             | 1–2   | Stamford (8)                    | 307    |
| 28                                               | Eastwood Town (7)               | 1–1   | Blaby & Whetstone Athletic (10) | 174    |
| powtórka                                         | Blaby & Whetstone Athletic (10) | 1–3   | Eastwood Town (7)               | 254    |
| 29                                               | Quorn (9)                       | 1–2   | Buxton (7)                      | 165    |
| 30                                               | Thurnby Nirvana (10)            | 2–2   | Gresley (8)                     | 135    |
| powtórka                                         | Gresley (8)                     | 4–1   | Thurnby Nirvana (10)            | 203    |
| 31                                               | Loughborough Dynamo (8)         | 2–2   | Grantham Town (7)               | 175    |
| powtórka                                         | Grantham Town (7)               | 3–1   | Loughborough Dynamo (8)         | 200    |
| 32                                               | Rainworth MW (8)                | 2–2   | Carlton Town (8)                | 124    |
| powtórka                                         | Carlton Town (8)                | 3–1   | Rainworth MW (8)                | 63     |
| 33                                               | Coalville Town (8)              | 0–1   | Ilkeston (7)                    | 322    |
| 34                                               | Dudley Town (10)                | 0–1   | Nuneaton Griff (10)             | 119    |
| 35                                               | Rugby Town (8)                  | 1–1   | Bedworth United (7)             | 237    |
| powtórka                                         | Bedworth United (7)             | 1–0 † | Rugby Town (8)                  | 215    |
| 36                                               | Chasetown (8)                   | 1–1   | Market Drayton Town (8)         | 290    |
| powtórka                                         | Market Drayton Town (8)         | 1–2 † | Chasetown (8)                   | 120    |
| 37                                               | Redditch United (7)             | 0–3   | Hednesford Town (7)             | 276    |
| 38                                               | Norton United (9)               | 2–5   | Westfields (9)                  | 51     |
| 39                                               | Barwell (7)                     | 3–0   | AFC Wulfrunians (10)            | 125    |
| 40                                               | Bridgnorth Town (9)             | 3–1   | Rushall Olympic (7)             | 149    |
| 41                                               | Leamington (7)                  | 2–2   | Stourbridge (7)                 | 601    |
| powtórka                                         | Stourbridge (7)                 | 1–2   | Leamington (7)                  | 440    |
| 42                                               | Sutton Coldfield Town (8)       | 0–3   | Gornal Athletic (9)             | 80     |
| 43                                               | Stourport Swifts (9)            | 1–1   | Stafford Rangers (7)            | 171    |
| powtórka                                         | Stafford Rangers (7)            | 2–1 † | Stourport Swifts (9)            | 309    |
| 44                                               | Wolverhampton Casuals (10)      | 1–1   | Tividale (9)                    | 112    |
| powtórka                                         | Tividale (9)                    | 4–2   | Wolverhampton Casuals (10)      | 101    |
| 45                                               | Leek Town (8)                   | 5–1   | Bewdley Town (10)               | 251    |
| 46                                               | Cambridge City (7)              | 7–0   | Huntingdon Town (9)             | 240    |
| 47                                               | Daventry Town (8)               | 1–1   | King’s Lynn Town (8)            | 180    |
| powtórka                                         | King’s Lynn Town (8)            | 2–3 † | Daventry Town (8)               | 387    |
| 48                                               | St Neots Town (7)               | 5–0   | Peterborough Northern Star (9)  | 342    |
| 49                                               | Wisbech Town (9)                | 0–0   | Kettering Town (7)              | 527    |
| powtórka                                         | Kettering Town (7)              | 3–0   | Wisbech Town (9)                | 239    |
| 50                                               | Bugbrooke St Michaels (10)      | 1–4   | Dereham Town (9)                | 80     |
| 51                                               | Tilbury (8)                     | 0–2   | Lowestoft Town (7)              | 134    |
| 52                                               | Heybridge Swifts (8)            | 4–1   | AFC Sudbury (8)                 | 203    |
| 53                                               | Soham Town Rangers (8)          | 0–2   | Maldon & Tiptree (8)            | 132    |
| 54                                               | Basildon United (9)             | 0–3   | Thurrock (7)                    | 50     |
| 55                                               | Bury Town (7)                   | 3–0   | Canvey Island (7)               | 375    |
| 56                                               | Wroxham (8)                     | 0–5   | Brentwood Town (8)              | 178    |
| 57                                               | Leiston (7)                     | 5–1   | Southend Manor (9)              | 153    |
| 58                                               | Concord Rangers (7)             | 1–0   | Needham Market (8)              | 132    |
| 59                                               | East Thurrock United (7)        | 2–0   | Witham Town (8)                 | 155    |
| 60                                               | Grays Athletic (8)              | 2–1   | Norwich United (9)              | 157    |
| 61                                               | Aveley (8)                      | 6–1   | Hadleigh United (9)             | 74     |
| 62                                               | Dunstable Town (9)              | 2–2   | Ashford Town (Middx) (8)        | 82     |
| powtórka                                         | Ashford Town (Middx) (8)        | 3–0 † | Dunstable Town (9)              | 116    |
| 63                                               | AFC Kempston Rovers (9)         | 0–3   | Hampton & Richmond Borough (7)  | 130    |
| 64                                               | Chesham United (7)              | 0–1   | Northwood (8)                   | 252    |
| 65                                               | Enfield Town (7)                | 2–0   | St Margaretsbury (9)            | 346    |
| 66                                               | Harrow Borough (7)              | 1–3   | St Albans City (7)              | 219    |
| 67                                               | London Lions (10)               | 2–4   | AFC Dunstable (9)               | 120    |
| 68                                               | Hemel Hempstead Town (7)        | 2–5   | Waltham Forest (8)              | 248    |
| 69                                               | Waltham Abbey (8)               | 1–0   | Bedford Town (7)                | 149    |
| 70                                               | Hendon (7)                      | 1–1   | Potters Bar Town (8)            | 119    |
| powtórka                                         | Potters Bar Town (8)            | 0–3   | Hendon (7)                      | 139    |
| 71                                               | Uxbridge (8)                    | 3–4   | Berkhamsted (9)                 | 190    |
| 72                                               | Ware (8)                        | 0–5   | Hitchin Town (7)                | 181    |
| 73                                               | Barton Rovers (8)               | 0–1   | Arlesey Town (7)                | 152    |
| 74                                               | Colney Heath (9)                | 1–2   | Harefield United (9)            | 70     |
| 75                                               | Wingate & Finchley (7)          | 1–1   | Royston Town (8)                | 160    |
| powtórka                                         | Royston Town (8)                | 2–3 † | Wingate & Finchley (7)          | 155    |
| 76                                               | Wealdstone (7)                  | 2–0   | Biggleswade Town (8)            | 302    |
| 77                                               | Bishop’s Cleeve (8)             | 6–0   | Bracknell Town (10)             | 105    |
| 78                                               | Chalfont St Peter (8)           | 3–2   | Newport Pagnell Town (9)        | 86     |
| 79                                               | Windsor (9)                     | 0–1   | Didcot Town (8)                 | 232    |
| 80                                               | Cinderford Town (8)             | 1–1   | Merthyr Town (8)                | 221    |
| powtórka                                         | Merthyr Town (8)                | 3–0   | Cinderford Town (8)             | 306    |
| 81                                               | Hungerford Town (8)             | 1–1   | Banbury United (7)              | 104    |
| powtórka                                         | Banbury United (7)              | 0–2   | Hungerford Town (8)             | 145    |
| 82                                               | North Leigh (8)                 | 6–1   | Wantage Town (9)                | 92     |
| 83                                               | Marlow (9)                      | 1–3   | Thatcham Town (8)               | 121    |
| 84                                               | Littlehampton Town (10)         | 0–1   | Eastbourne Town (8)             | 174    |
| 85                                               | VCD Athletic (9)                | 0–1   | Horsham (8)                     | 126    |
| 86                                               | Slough Town (8)                 | 4–1   | Lingfield (9)                   | 194    |
| 87                                               | Faversham Town (8)              | 2–2   | Margate (7)                     | 409    |
| powtórka                                         | Margate (7)                     | 3–0   | Faversham Town (8)              | 248    |
| 88                                               | Bognor Regis Town (7)           | 4–0   | Epsom & Ewell (9)               | 368    |
| 89                                               | Badshot Lea (9)                 | 3–2   | Folkestone Invicta (8)          | 98     |
| 90                                               | Godalming Town (8)              | 2–2   | Dulwich Hamlet (8)              | 311    |
| powtórka                                         | Dulwich Hamlet (8)              | 2–2 † | Godalming Town (8)              | 157    |
| Dulwich Hamlet zwyciężyło 3–1 w rzutach karnych. |                                 |       |                                 |        |
| 91                                               | Leatherhead (8)                 | 3–1   | Tooting & Mitcham United (8)    | 183    |
| 92                                               | Greenwich Borough (9)           | 0–1   | Cray Wanderers (7)              | 141    |
| 93                                               | Redhill (9)                     | 1–3   | Lewes (7)                       | 200    |
| 94                                               | Beckenham Town (9)              | 1–7   | Metropolitan Police (7)         | 48     |
| 95                                               | South Park (9)                  | 1–1   | Walton & Hersham (8)            | 103    |
| powtórka                                         | Walton & Hersham (8)            | 0–1   | South Park (9)                  | 90     |
| 96                                               | Chipstead (8)                   | 0–4   | Maidstone United (8)            | 189    |
| 97                                               | Pagham (9)                      | 0–0   | Carshalton Athletic (7)         | 140    |
| powtórka                                         | Carshalton Athletic (7)         | 3–0   | Pagham (9)                      | 151    |
| 98                                               | Guildford City (8)              | 0–3   | Kingstonian (7)                 | 295    |
| 99                                               | Whitehawk (7)                   | 5–0   | Sittingbourne (8)               | 136    |
| 100                                              | Thamesmead Town (8)             | 2–0   | Worthing (8)                    | 58     |
| 101                                              | Hastings United (7)             | 3–1   | Chatham Town (8)                | 338    |
| 102                                              | Fareham Town (9)                | 2–1   | Christchurch (9)                | 130    |
| 103                                              | Newport (IW) (9)                | 2–0   | Horndean (9)                    | 149    |
| 104                                              | Chippenham Town (7)             | 3–1   | Mangotsfield United (8)         | 303    |
| 105                                              | Blackfield & Langley (9)        | 4–0   | Almondsbury UWE (10)            | 45     |
| 106                                              | Totton & Eling (9)              | 2–2   | Weymouth (7)                    | 430    |
| powtórka                                         | Weymouth (7)                    | 3–0   | Totton & Eling (9)              | 356    |
| 107                                              | Winchester City (8)             | 1–2   | Yate Town (8)                   | 71     |
| 108                                              | Swindon Supermarine (8)         | 0–6   | AFC Totton (7)                  | 131    |
| 109                                              | Wootton Bassett Town (10)       | 3–1   | Highworth Town (9)              | 299    |
| 110                                              | Sholing (8)                     | 4–0   | Melksham Town (9)               | 104    |
| 111                                              | Bashley (7)                     | 1–1   | Gosport Borough (7)             | 205    |
| powtórka                                         | Gosport Borough (7)             | 3–2 † | Bashley (7)                     | 182    |
| 112                                              | Plymouth Parkway (10)           | 1–1   | Buckland Athletic (9)           | 202    |
| powtórka                                         | Buckland Athletic (9)           | 5–1   | Plymouth Parkway (10)           | 209    |
| 113                                              | Gillingham Town (9)             | 0–0   | Taunton Town (8)                | 219    |
| powtórka                                         | Taunton Town (8)                | 1–3   | Gillingham Town (9)             | 222    |
| 114                                              | Bideford (7)                    | 2–2   | Bodmin Town (10)                | 220    |
| powtórka                                         | Bodmin Town (10)                | 2–3 † | Bideford (7)                    | 189    |
| 115                                              | Larkhall Athletic (9)           | 0–0   | Frome Town (7)                  | 185    |
| powtórka                                         | Frome Town (7)                  | 4–0   | Larkhall Athletic (9)           | 204    |
| 116                                              | Clevedon Town (8)               | 5–0   | Sherborne Town (10)             | 157    |

† – dogrywka

## Druga runda kwalifikacyjna
Do drugiej rundy kwalifikacyjnej awansowało 116 zwycięzców poprzedniej rundy oraz 44 drużyny z Conference North i Conference South. 80 zwycięskich drużyn zagrało w trzeciej rundzie kwalifikacyjnej, a liczba drużyn biorących udział w rozgrywkach zmalała od 276 do 196 drużyn. Zwycięzca otrzymywał 4500 funtów nagrody. Najlepszym graczem rundy został Nicky Platt z zespołu F.C. United of Manchester.
| Lp.                                              | Gospodarze (Poziom rozgrywek) | Wynik | Goście (Poziom rozgrywek)      | Widzów |
| ------------------------------------------------ | ----------------------------- | ----- | ------------------------------ | ------ |
| 1                                                | Bishop Auckland (9)           | 1–2   | AFC Fylde (7)                  | 298    |
| 2                                                | Halifax Town (6)              | 6–0   | Abbey Hey (10)                 | 936    |
| 3                                                | Curzon Ashton (8)             | 1–3   | Bradford Park Avenue (6)       | 237    |
| 4                                                | Blyth Spartans (7)            | 1–1   | Workington (6)                 | 502    |
| powtórka                                         | Workington (6)                | 1–0   | Blyth Spartans (7)             | 219    |
| 5                                                | Shildon (9)                   | 0–3   | Altrincham (6)                 | 280    |
| 6                                                | Ashton United (7)             | 0–2   | Marine (7)                     | 193    |
| 7                                                | Salford City (8)              | 2–3   | F.C. United of Manchester (7)  | 1,298  |
| 8                                                | Trafford (8)                  | 5–3   | Spennymoor Town (9)            | 311    |
| 9                                                | Stalybridge Celtic (6)        | 1–0   | Vauxhall Motors (6)            | 420    |
| 10                                               | Bamber Bridge (8)             | 0–1   | Guiseley (6)                   | 249    |
| 11                                               | Kendal Town (7)               | 4–2   | Witton Albion (7)              | 277    |
| 12                                               | Colwyn Bay (6)                | 3–2   | Warrington Town (8)            | 249    |
| 13                                               | Gainsborough Trinity (6)      | 1–1   | Chester (6)                    | 756    |
| powtórka                                         | Chester (6)                   | 2–1 † | Gainsborough Trinity (6)       | 1,492  |
| 14                                               | Tadcaster Albion (9)          | 4–1   | Skelmersdale United (8)        | 183    |
| 15                                               | Whitby Town (7)               | 4–3   | Droylsden (6)                  | 202    |
| 16                                               | North Ferriby United (7)      | 1–2   | Ossett Albion (8)              | 236    |
| 17                                               | West Auckland (9)             | 2–2   | Harrogate Town (6)             | 194    |
| powtórka                                         | Harrogate Town (6)            | 5–1   | West Auckland (9)              | 171    |
| 18                                               | Chorley (7)                   | 1–3   | Frickley Athletic (7)          | 642    |
| 19                                               | Gornal Athletic (9)           | 0–4   | Worcester City (6)             | 400    |
| 20                                               | Boston United (6)             | 1–0   | Kettering Town (7)             | 901    |
| 21                                               | Solihull Moors (6)            | 1–1   | Westfields (9)                 | 124    |
| powtórka                                         | Westfields (9)                | 1–2   | Solihull Moors (6)             | 153    |
| 22                                               | Hinckley United (6)           | 5–3   | Tividale (9)                   | 239    |
| 23                                               | Cambridge City (7)            | 3–1   | Grantham Town (7)              | 379    |
| 24                                               | Eastwood Town (7)             | 3–5   | Histon (6)                     | 159    |
| 25                                               | Nuneaton Griff (10)           | 2–3   | Hednesford Town (7)            | 298    |
| 26                                               | Gresley (8)                   | 3–2   | Stafford Rangers (7)           | 414    |
| 27                                               | Carlton Town (8)              | 4–3   | New Mills (8)                  | 78     |
| 28                                               | Brackley Town (6)             | 4–0   | Daventry Town (8)              | 332    |
| 29                                               | Dereham Town (9)              | 2–1   | Chasetown (8)                  | 243    |
| 30                                               | Ilkeston (7)                  | 2–2   | Belper Town (8)                | 519    |
| powtórka                                         | Belper Town (8)               | 1–5   | Ilkeston (7)                   | 320    |
| 31                                               | Stamford (8)                  | 1–3   | Buxton (7)                     | 201    |
| 32                                               | Leek Town (8)                 | 3–0   | Bridgnorth Town (9)            | 356    |
| 33                                               | Barwell (7)                   | 3–2   | Bedworth United (7)            | 304    |
| 34                                               | Corby Town (6)                | 3–2   | Leamington (7)                 | 516    |
| 35                                               | Northwood (8)                 | 1–1   | AFC Dunstable (9)              | 111    |
| powtórka                                         | AFC Dunstable (9)             | 0–3   | Northwood (8)                  | 109    |
| 36                                               | Wealdstone (7)                | 1–2   | Lowestoft Town (7)             | 413    |
| 37                                               | Ashford Town (Middx) (8)      | 2–6   | St Albans City (7)             | 176    |
| 38                                               | Hayes & Yeading United (6)    | 3–2   | Heybridge Swifts (8)           | 139    |
| 39                                               | Carshalton Athletic (7)       | 0–1   | Chalfont St Peter (8)          | 185    |
| 40                                               | Hendon (7)                    | 3–0   | Lewes (7)                      | 166    |
| 41                                               | St Neots Town (7)             | 1–2   | Boreham Wood (6)               | 432    |
| 42                                               | Chelmsford City (6)           | 2–1   | Leatherhead (8)                | 519    |
| 43                                               | Dover Athletic (6)            | 2–1   | Tonbridge Angels (6)           | 625    |
| 44                                               | Brentwood Town (8)            | 1–1   | Maldon & Tiptree (8)           | 136    |
| powtórka                                         | Maldon & Tiptree (8)          | 1–1 † | Brentwood Town (8)             | 106    |
| Brentwood Town zwyciężyło 9–8 w rzutach karnych. |                               |       |                                |        |
| 45                                               | Badshot Lea (9)               | 4–2   | Leiston (7)                    | 98     |
| 46                                               | Aveley (8)                    | 1–4   | Margate (7)                    | 131    |
| 47                                               | Waltham Abbey (8)             | 2–4   | Eastbourne Borough (6)         | 223    |
| 48                                               | Billericay Town (6)           | 3–1   | AFC Hornchurch (6)             | 509    |
| 49                                               | Concord Rangers (7)           | 1–1   | Welling United (6)             | 235    |
| powtórka                                         | Welling United (6)            | 2–1   | Concord Rangers (7)            | 287    |
| 50                                               | Enfield Town (7)              | 1–4   | Bishop’s Stortford (6)         | 460    |
| 51                                               | Cray Wanderers (7)            | 3–1   | Thamesmead Town (8)            | 92     |
| 52                                               | Waltham Forest (8)            | 0–1   | Hampton & Richmond Borough (7) | 89     |
| 53                                               | Whitehawk (7)                 | 1–1   | Hitchin Town (7)               | 144    |
| powtórka                                         | Hitchin Town (7)              | 5–0   | Whitehawk (7)                  | 185    |
| 54                                               | South Park (9)                | 0–0   | Harefield United (9)           | 171    |
| powtórka                                         | Harefield United (9)          | 1–4   | South Park (9)                 | 135    |
| 55                                               | Arlesey Town (7)              | 1–0   | Dulwich Hamlet (8)             | 156    |
| 56                                               | Staines Town (6)              | 2–3   | Hastings United (7)            | 289    |
| 57                                               | Berkhamsted (9)               | 0–3   | Metropolitan Police (7)        | 204    |
| 58                                               | Slough Town (8)               | 5–1   | Eastbourne Town (8)            | 182    |
| 59                                               | Bury Town (7)                 | 2–1   | Wingate & Finchley (7)         | 366    |
| 60                                               | Horsham (8)                   | 1–2   | Thurrock (7)                   | 221    |
| 61                                               | Sutton United (6)             | 0–1   | Bromley (6)                    | 511    |
| 62                                               | Grays Athletic (8)            | 0–5   | Maidstone United (8)           | 345    |
| 63                                               | Kingstonian (7)               | 2–3   | East Thurrock United (7)       | 306    |
| 64                                               | Bishop’s Cleeve (8)           | 1–2   | Chippenham Town (7)            | 187    |
| 65                                               | Truro City (6)                | 2–3   | AFC Totton (7)                 | 424    |
| 66                                               | Dorchester Town (6)           | 4–0   | Wootton Bassett Town (10)      | 406    |
| 67                                               | Buckland Athletic (9)         | 1–2   | Bath City (6)                  | 367    |
| 68                                               | Gloucester City (6)           | 2–1   | Thatcham Town (8)              | 231    |
| 69                                               | Gillingham Town (9)           | 1–3   | Sholing (8)                    | 227    |
| 70                                               | North Leigh (8)               | 1–0   | Havant & Waterlooville (6)     | 194    |
| 71                                               | Basingstoke Town (6)          | 3–1   | Weymouth (7)                   | 324    |
| 72                                               | Merthyr Town (8)              | 0–0   | Hungerford Town (8)            | 513    |
| powtórka                                         | Hungerford Town (8)           | 1–1 † | Merthyr Town (8)               | 115    |
| Merthyr Town zwyciężyło 5–4 w rzutach karnych.   |                               |       |                                |        |
| 73                                               | Frome Town (7)                | 0–2   | Weston-super-Mare (6)          | 256    |
| 74                                               | Didcot Town (8)               | 3–1   | Clevedon Town (8)              | 190    |
| 75                                               | Newport (IW) (9)              | 0–3   | Salisbury City (6)             | 559    |
| 76                                               | Gosport Borough (7)           | 2–0   | Bideford (7)                   | 232    |
| 77                                               | Fareham Town (9)              | 0–2   | Blackfield & Langley (9)       | 224    |
| 78                                               | Farnborough (6)               | 1–2   | Eastleigh (6)                  | 444    |
| 79                                               | Maidenhead United (6)         | 4–2   | Bognor Regis Town (7)          | 316    |
| 80                                               | Yate Town (8)                 | 2–1   | Oxford City (6)                | 179    |

† – dogrywka

## Trzecia runda kwalifikacyjna
Do trzeciej rundy kwalifikacyjnej awansowało 80 zwycięzców meczów poprzedniej rundy. Żaden zespół nie dołączył do rozgrywek. 40 zespołów, które wygrały swoje mecze awansowało do czwartej rundy kwalifikacyjnej. Liczba uczestników Pucharu zmniejszyła się do 156. Zwycięskie drużyny otrzymały 7500 funtów nagrody. Graczem rundy został zawodnik South Park F.C. Kieran Lavery.
| Lp.      | Gospodarze (Poziom rozgrywek) | Wynik | Goście (Poziom rozgrywek)      | Widzów |
| -------- | ----------------------------- | ----- | ------------------------------ | ------ |
| 1        | Ilkeston (7)                  | 4–2   | Gresley (8)                    | 621    |
| 2        | Chester (6)                   | 1–1   | Halifax Town (6)               | 2,613  |
| powtórka | Halifax Town (6)              | 3–1   | Chester (6)                    | 1541   |
| 3        | Hednesford Town (7)           | 2–2   | Buxton (7)                     | 498    |
| powtórka | Buxton (7)                    | 2–1 † | Hednesford Town (7)            | 302    |
| 4        | AFC Fylde (7)                 | 4–1   | Solihull Moors (6)             | 278    |
| 5        | Carlton Town (8)              | 1–3   | Bradford Park Avenue (6)       | 151    |
| 6        | Colwyn Bay (6)                | 1–1   | Guiseley (6)                   | 318    |
| powtórka | Guiseley (6)                  | 3–1   | Colwyn Bay (6)                 | 360    |
| 7        | Stalybridge Celtic (6)        | 3–1   | Whitby Town (7)                | 372    |
| 8        | Barwell (7)                   | 1–1   | Workington (6)                 | 217    |
| powtórka | Workington (6)                | 2–0   | Barwell (7)                    | 385    |
| 9        | Hinckley United (6)           | 2–2   | Ossett Albion (8)              | 270    |
| powtórka | Ossett Albion (8)             | 1–0   | Hinckley United (6)            | 222    |
| 10       | F.C. United of Manchester (7) | 3–1   | Kendal Town (7)                | 1186   |
| 11       | Leek Town (8)                 | 0–2   | Altrincham (6)                 | 962    |
| 12       | Trafford (8)                  | 1–3   | Marine (7)                     | 515    |
| 13       | Harrogate Town (6)            | 3–2   | Frickley Athletic (7)          | 349    |
| 14       | Tadcaster Albion (9)          | 0–2   | Boston United (6)              | 368    |
| 15       | Hastings United (7)           | 2–2   | Hitchin Town (7)               | 459    |
| powtórka | Hitchin Town (7)              | 1–2   | Hastings United (7)            | 289    |
| 16       | Histon (6)                    | 1–1   | Corby Town (6)                 | 330    |
| powtórka | Corby Town (6)                | 2–1   | Histon (6)                     | 510    |
| 17       | Cambridge City (7)            | 1–1   | Billericay Town (6)            | 394    |
| powtórka | Billericay Town (6)           | 2–4   | Cambridge City (7)             | 364    |
| 18       | Margate (7)                   | 0–1   | Slough Town (8)                | 410    |
| 19       | Dereham Town (9)              | 1–1   | Metropolitan Police (7)        | 328    |
| powtórka | Metropolitan Police (7)       | 2–0   | Dereham Town (9)               | 191    |
| 20       | South Park (9)                | 3–1   | Brentwood Town (8)             | 255    |
| 21       | Chalfont St Peter (8)         | 1–1   | Bishop’s Stortford (6)         | 241    |
| powtórka | Bishop’s Stortford (6)        | 3–1   | Chalfont St Peter (8)          | 268    |
| 22       | Cray Wanderers (7)            | 1–2   | Chelmsford City (6)            | 350    |
| 23       | Dover Athletic (6)            | 1–2   | Bromley (6)                    | 715    |
| 24       | Northwood (8)                 | 0–4   | Boreham Wood (6)               | 225    |
| 25       | East Thurrock United (7)      | 3–0   | Maidstone United (8)           | 364    |
| 26       | Bury Town (7)                 | 4–0   | Hampton & Richmond Borough (7) | 405    |
| 27       | St Albans City (7)            | 0–1   | Lowestoft Town (7)             | 306    |
| 28       | Eastbourne Borough (6)        | 2–2   | Hendon (7)                     | 493    |
| powtórka | Hendon (7)                    | 2–1 † | Eastbourne Borough (6)         | 190    |
| 29       | Arlesey Town (7)              | 4–3   | Brackley Town (6)              | 227    |
| 30       | Welling United (6)            | 1–1   | Thurrock (7)                   | 402    |
| powtórka | Thurrock (7)                  | 1–3   | Welling United (6)             | 176    |
| 31       | Weston-super-Mare (6)         | 1–1   | Worcester City (6)             | 556    |
| powtórka | Worcester City (6)            | 1–0   | Weston-super-Mare (6)          | 1,013  |
| 32       | Dorchester Town (6)           | 1–0   | Basingstoke Town (6)           | 466    |
| 33       | Yate Town (8)                 | 2–1   | North Leigh (8)                | 191    |
| 34       | Gloucester City (6)           | 1–0   | Eastleigh (6)                  | 432    |
| 35       | Chippenham Town (7)           | 3–1   | Badshot Lea (9)                | 367    |
| 36       | Didcot Town (8)               | 1–0   | Maidenhead United (6)          | 301    |
| 37       | AFC Totton (7)                | 3–2   | Merthyr Town (8)               | 539    |
| 38       | Bath City (6)                 | 1–1   | Gosport Borough (7)            | 586    |
| powtórka | Gosport Borough (7)           | 3–1   | Bath City (6)                  | 342    |
| 39       | Sholing (8)                   | 1–3   | Blackfield & Langley (9)       | 165    |
| 40       | Hayes & Yeading United (6)    | 2–1   | Salisbury City (6)             | 345    |

† – dogrywka

## Czwarta runda kwalifikacyjna
Do czwartej rundy kwalifikacji awansowało 40 zwycięzców poprzedniej rundy. Do rozgrywek przystąpiły 24 drużyny z Conference National. 32 zwycięskie drużyny awansowały do właściwej pierwszej rundy pucharu i otrzymały 12500 funtów nagrody. Najlepszym graczem rundy wybrany został Andre Gray z Luton Town F.C.
| Lp.                                              | Gospodarze (Poziom rozgrywek) | Wynik | Goście (Poziom rozgrywek)  | Widzów |
| ------------------------------------------------ | ----------------------------- | ----- | -------------------------- | ------ |
| 1                                                | Alfreton Town (5)             | 2–0   | Gateshead (5)              | 338    |
| 2                                                | Hyde (5)                      | 1–1   | Harrogate Town (6)         | 393    |
| powtórka                                         | Harrogate Town (6)            | 1–0 † | Hyde (5)                   | 247    |
| 3                                                | F.C. United of Manchester (7) | 0–2   | Hereford United (5)        | 2212   |
| 4                                                | Barrow (5)                    | 2–0   | Tamworth (5)               | 1104   |
| 5                                                | Guiseley (6)                  | 2–0   | Buxton (7)                 | 847    |
| 6                                                | Grimsby Town (5)              | 2–4   | Kidderminster Harriers (5) | 2092   |
| 7                                                | Bradford Park Avenue (6)      | 4–1   | Ossett Albion (8)          | 477    |
| 8                                                | Wrexham (5)                   | 2–0   | Southport (5)              | 1911   |
| 9                                                | AFC Fylde (7)                 | 1–1   | Ilkeston (7)               | 482    |
| powtórka                                         | Ilkeston (7)                  | 0–1   | AFC Fylde (7)              | 696    |
| 10                                               | Boston United (6)             | 1–3   | Altrincham (6)             | 1200   |
| 11                                               | Lincoln City (5)              | 0–0   | Halifax Town (6)           | 1940   |
| powtórka                                         | Halifax Town (6)              | 0–2   | Lincoln City (5)           | 1418   |
| 12                                               | Macclesfield Town (5)         | 3–1   | Marine (7)                 | 1189   |
| 13                                               | Workington (6)                | 1–2   | Mansfield Town (5)         | 701    |
| 14                                               | Stockport County (5)          | 5–3   | Stalybridge Celtic (6)     | 2123   |
| 15                                               | AFC Telford United (5)        | 2–2   | Nuneaton Town (5)          | 1251   |
| powtórka                                         | Nuneaton Town (5)             | 1–0 † | AFC Telford United (5)     | 616    |
| 16                                               | South Park (9)                | 0–3   | Metropolitan Police (7)    | 643    |
| 17                                               | Didcot Town (8)               | 0–1   | Arlesey Town (7)           | 414    |
| 18                                               | Forest Green Rovers (5)       | 1–1   | Dartford (5)               | 891    |
| powtórka                                         | Dartford (5)                  | 1–4   | Forest Green Rovers (5)    | 804    |
| 19                                               | Yate Town (8)                 | 3–3   | Newport County (5)         | 1190   |
| powtórka                                         | Newport County (5)            | 1–3 † | Yate Town (8)              | 1463   |
| 20                                               | Slough Town (8)               | 0–0   | Gosport Borough (7)        | 523    |
| powtórka                                         | Gosport Borough (7)           | 1–2   | Slough Town (8)            | 635    |
| 21                                               | Hastings United (7)           | 3–0   | Blackfield & Langley (9)   | 800    |
| 22                                               | Bromley (6)                   | 1–0   | Worcester City (6)         | 610    |
| 23                                               | Chelmsford City (6)           | 2–2   | East Thurrock United (7)   | 902    |
| powtórka                                         | East Thurrock United (7)      | 4–4 † | Chelmsford City (6)        | 595    |
| Chelmsford City zwyciężył 5–3 w rzutach karnych. |                               |       |                            |        |
| 24                                               | Hayes & Yeading United (6)    | 2–3   | Boreham Wood (6)           | 312    |
| 25                                               | AFC Totton (7)                | 2–3   | Cambridge City (7)         | 674    |
| 26                                               | Welling United (6)            | 1–3   | Bishop’s Stortford (6)     | 544    |
| 27                                               | Braintree Town (5)            | 3–2   | Lowestoft Town (7)         | 634    |
| 28                                               | Dorchester Town (6)           | 3–1   | Bury Town (7)              | 555    |
| 29                                               | Cambridge United (5)          | 0–2   | Luton Town (5)             | 2,321  |
| 30                                               | Gloucester City (6)           | 1–0   | Chippenham Town (7)        | 675    |
| 31                                               | Corby Town (6)                | 1–2   | Hendon (7)                 | 692    |
| 32                                               | Woking (5)                    | 0–1   | Ebbsfleet United (5)       | 1272   |

† – dogrywka

## Pierwsza runda
Do pierwszej rundy awansowały 32 zwycięskie drużyny z poprzedniej rundy, które utworzyły pary z 48 zespołami z Football League One oraz Football League Two, które rozpoczęły rozgrywki. Zwycięskie drużyny otrzymały 18000 funtów. Najdalej zaszły drużyny Yate Town F.C. i Slough Town F.C., które w dniu rozgrywania meczów pucharowych były drużynami z 8. poziomu rozgrywkowego w Anglii. Druga z tych drużyn odpadła z rozgrywek dopiero po serii rzutów karnych w meczu powtórkowym.
| 2 listopada 2012 | Cambridge City (7) | 0:0 | Milton Keynes Dons (3) |                                                          |
|                  |                    |     |                        | City Ground, Cambridge Widzów: 1564 Sędzia: James Adcock |

| Powtórka 13 listopada 2012 | Milton Keynes Dons (3)                                                         | 6:1 | Cambridge City (7) |                                                             |
|                            | Williams 12', 74' (k.) · O’Shea 43' · Bowditch 45+2' · Alli 75' · Chicksen 77' |     | Theobald 60'       | Stadium:mk, Milton Keynes Widzów: 4126 Sędzia: Nigel Miller |

| 3 listopada 2012 | Hereford United (5)             | 3:1 | Shrewsbury Town (3) |                                                         |
|                  | Evans 3' · Bowman 12', 73' (k.) |     | Summerfield 30'     | Edgar Street, Hereford Widzów: 3251 Sędzia: Gary Sutton |

| 3 listopada 2012 | Boreham Wood (6) | 0:2 | Brentford (3)                 |                                                            |
|                  |                  |     | Donaldson 16' · Forrester 44' | Meadow Park, Borehamwood Widzów: 1495 Sędzia: Robert Lewis |

| 3 listopada 2012 | Kidderminster Harriers (5) | 0:2 | Oldham Athletic (3)      |                                                           |
|                  |                            |     | Montano 52' · Baxter 65' | Aggborough, Kidderminster Widzów: 2888 Sędzia: David Webb |

| 3 listopada 2012 | Chelmsford City (6)             | 3:1 | Colchester United (3) |                                                                   |
|                  | Simmonds 23', 63' · Slabber 89' |     | Rose 70'              | Melbourne stadion, Chelmsford Widzów: 3016 Sędzia: Michael Naylor |

| 3 listopada 2012 | Metropolitan Police (7) | 1:2 | Crawley Town (3)         |                                                         |
|                  | Tait 83'                |     | Simpson 36' · Clarke 69' | Imber Court, Molesey Widzów: 1485 Sędzia: Trevor Kettle |

| 3 listopada 2012 | Luton Town (5) | 1:1 | Nuneaton Town (5) |                                                            |
|                  | Rendell 84'    |     | Waite 20'         | Kenilworth Road, Luton Widzów: 3089 Sędzia: Robert Whitton |

| Powtórka 13 listopada 2012 | Nuneaton Town (5) | 0:2 | Luton Town (5)        |                                                                          |
|                            |                   |     | Rendell 22', 72' (k.) | Triton Showers Community Arena, Nuneaton Widzów: 1596 Sędzia: Gavin Ward |

| 3 listopada 2012 | Portsmouth (3) | 0:2 | Notts County (3)        |                                                                |
|                  |                |     | Zoko 45+1' · Arquin 56' | Fratton Park, Portsmouth Widzów: 7560 Sędzia: Darren Sheldrake |

| 3 listopada 2012 | Bishop’s Stortford (6) | 1:2 | Hastings United (7)   |                                                                        |
|                  | Johnson 7'             |     | Ray 70' · Attwood 88' | Woodside Park, Bishop’s Stortford Widzów: 1212 Sędzia: Hiroyuki Kimura |

| 3 listopada 2012 | Fleetwood Town (4)                   | 3:0 | Bromley (6) |                                                     |
|                  | Ball 11' · Parkin 17' (k.), 43' (k.) |     |             | Highbury, Fleetwood Widzów: 1696 Sędzia: Ross Joyce |

| 3 listopada 2012 | Forest Green Rovers (5)  | 2:3 | Port Vale (4)                              |                                                            |
|                  | Norwood 34' · Oshodi 49' |     | Vincent 7' · McDonald 12' · Williamson 80' | The New Lawn, Nailsworth Widzów: 1753 Sędzia: Philip Gibbs |

| 3 listopada 2012 | Torquay United (4) | 0:1 | Harrogate Town (6) |                                                       |
|                  |                    |     | Chilaka 20'        | Plainmoor, Torquay Widzów: 1817 Sędzia: Wayne Barratt |

| 3 listopada 2012 | Bournemouth (3)                            | 4:0 | Dagenham & Redbridge (4) |                                                             |
| 15:00            | McQuoid 30', 79' · Pugh 59' · Fogden 90+1' |     |                          | Dean Court, Bournemouth Widzów: 5827 Sędzia: Darren Deadman |

| 3 listopada 2012 | Morecambe (4) | 1:1 | Rochdale (4) |                                                            |
| 15:00            | Fleming 12'   |     | Kennedy 72'  | Globe Arena, Morecambe Widzów: 1839 Sędzia: Stephen Martin |

| Powtórka 13 listopada 2012 | Rochdale (4) | 0:1 | Morecambe (4) |                                                      |
| 19:45                      |              |     | McDonald 44'  | Spotland, Rochdale Widzów: 1675 Sędzia: Mark Heywood |

| 3 listopada 2012 | Swindon Town (3) | 0:2 | Macclesfield Town (5)            |                                                         |
| 15:00            |                  |     | Diagne 63' · Thompson 90' (o.g.) | County Ground, Swindon Widzów: 6408 Sędzia: Andy Davies |

| 3 listopada 2012 | Cheltenham Town (4)                             | 3:0 | Yate Town (8) |                                                              |
| 15:00            | Thomas 3' (o.g.) · Mohamed 65' · Zebroski 90+2' |     |               | Whaddon Road, Cheltenham Widzów: 3055 Sędzia: David Phillips |

| 3 listopada 2012 | Coventry City (3)                      | 3:0 | Arlesey Town (7) |                                                         |
| 15:00            | Ball 28' · Christie 63' · Jennings 89' |     |                  | Ricoh Arena, Coventry Widzów: 6594 Sędzia: Kevin Wright |

| 3 listopada 2012 | York City (4) | 1:1 | AFC Wimbledon (4) |                                                           |
| 15:00            | Reed 62'      |     | Strutton 80'      | Bootham Crescent, York Widzów: 2752 Sędzia: Richard Clark |

| Powtórka 12 listopada 2012 | AFC Wimbledon (4)                             | 4:3 | York City (4)                     |                                                                     |
| 19:45                      | Strutton 34', 78' · Harrison 97' · Midson 99' |     | Brown 22' (o.g.) · Reed 90', 119' | Kingsmeadow, Kingston upon Thames Widzów: 1954 Sędzia: Keith Stroud |

| 3 listopada 2012 | Bury (3)  | 1:0 | Exeter City (4) |                                                      |
| 15:00            | Sodje 35' |     |                 | Gigg Lane, Bury Widzów: 1821 Sędzia: Tony Harrington |

| 3 listopada 2012 | Chesterfield (4)                                                            | 6:1 | Hartlepool United (3) |                                                                         |
| 15:00            | Boden 16' · Randall 29' · Clay 42' · Forbes 54' · Lester 79' · Westcarr 90' |     | Sweeney 78'           | Proact Stadium, Chesterfield Widzów: 3083 Sędzia: Christopher Sarginson |

| 3 listopada 2012 | Doncaster Rovers (3)                | 3:1 | Bradford Park Avenue (6) |                                                                 |
| 15:00            | M. Woods 27' · Hume 36' · Brown 76' |     | Marshall 56'             | Keepmoat Stadium, Doncaster Widzów: 4602 Sędzia: Jeremy Simpson |

| 3 listopada 2012 | Gillingham (4)                                            | 4:0 | Scunthorpe United (3) |                                                                   |
| 15:00            | Fish 59' · Burton 65' · Kedwell 76' (k.) · Birchall 90+3' |     |                       | Priestfield Stadium, Gillingham Widzów: 4017 Sędzia: Andy Woolmer |

| 3 listopada 2012 | Aldershot Town (4) | 2:1 | Hendon (7)    |                                                                |
| 15:00            | Hylton 57', 85'    |     | Cracknell 28' | Recreation Ground, Aldershot Widzów: 1822 Sędzia: Simon Hooper |

| 3 listopada 2012 | Lincoln City (5) | 1:1 | Walsall (3)  |                                                                             |
| 15:00            | Taylor 45+1'     |     | Bowerman 87' | The 12th Man Sincil Bank stadion, Lincoln Widzów: 2032 Sędzia: Scott Duncan |

| Powtórka 13 listopada 2012 | Walsall (3)                   | 2:3 | Lincoln City (5)              |                                                           |
| 19:45                      | Taundry 81' · Paterson 120+2' |     | Power 50' · Oliver 102', 118' | Bescot Stadium, Walsall Widzów: 1762 Sędzia: Graham Scott |

| 3 listopada 2012 | Wrexham (5)                 | 2:4 | Alfreton Town (5)                                     |                                                                   |
| 15:00            | Ashton 2' (k.) · Wright 85' |     | Clayton 27' · Bradley 60' (k.) · Tomlinson 79', 90+2' | Racecourse Ground, Wrexham Widzów: 2409 Sędzia: Nicholas Kinseley |

| 3 listopada 2012 | Southend United (4)                 | 3:0 | Stockport County (5) |                                                                  |
| 15:00            | Corr 33' · Laird 85' · Eastwood 88' |     |                      | Roots Hall, Southend-on-Sea Widzów: 3084 Sędzia: Iain Williamson |

| 3 listopada 2012 | Crewe Alexandra (3)                            | 4:1 | Wycombe Wanderers (4) |                                                             |
| 15:00            | Pogba 19' · Ellis 40' · Aneke 62' · Murphy 77' |     | Spring 13'            | Alexandra Stadium, Crewe Widzów: 2417 Sędzia: Andrew Madley |

| 3 listopada 2012 | Bristol Rovers (4) | 1:2 | Sheffield United (3)      |                                                            |
| 15:00            | Clarkson 5'        |     | Blackman 53' · Porter 62' | Memorial Stadium, Bristol Widzów: 4712 Sędzia: Fred Graham |

| 3 listopada 2012 | Mansfield Town (5) | 0:0 | Slough Town (8) |                                                        |
| 15:00            |                    |     |                 | Field Mill, Mansfield Widzów: Jumpei Lida Sędzia: 1686 |

| Powtórka 13 listopada 2012 | Slough Town (8)            | 1:1 k. 1:4  | Mansfield Town (5)                     |                                                               |
| 19:45                      | Bowden-Haase 66'           |             | Woozley 45+2' (o.g.)                   | Holloways Park, Beaconsfield Widzów: 1593 Sędzia: Andy D'Urso |
| 19:45                      | · Swift · Burgess · Sonner | Rzuty karne | · Clements · Briscoe · Rhead · Speight | Holloways Park, Beaconsfield Widzów: 1593 Sędzia: Andy D'Urso |

| 3 listopada 2012 | Barnet (4) | 0:2 | Oxford United (4)        |                                                     |
| 15:00            |            |     | Constable 56' · Rigg 80' | Underhill, Londyn Widzów: 2346 Sędzia: Tim Robinson |

| 3 listopada 2012 | Rotherham United (4)                | 3:2 | Stevenage (3)          |                                                                 |
| 15:00            | Bradley 30' · Frecklington 53', 56' |     | Dunne 58' · Morais 72' | New York Stadium, Rotherham Widzów: 4324 Sędzia: Eddie Ilderton |

| 3 listopada 2012 | Fylde (7)   | 1:4 | Accrington Stanley (4)      |                                                          |
| 15:00            | Farrell 90' |     | Hatfield 32', 45', 77', 86' | Kellamergh Park, Warton Widzów: 1213 Sędzia: David Coote |

| 3 listopada 2012 | Guiseley (6)               | 2:2 | Barrow (5)             |                                                                      |
| 15:00            | Brooksby 14' · Boshell 35' |     | Boyes 44' · Hunter 48' | Nethermoor Park, Guiseley Widzów: 1605 Sędzia: Sebastian Stockbridge |

| Powtórka 13 listopada 2012 | Barrow (5)   | 1:0 | Guiseley (6) |                                                                                          |
| 19:45                      | Hunter 90+2' |     |              | Furness Building Society Stadium, Barrow-in-Furness Widzów: 1402 Sędzia: Oliver Langford |

| 3 listopada 2012 | Northampton Town (4) | 1:1 | Bradford City (4) |                                                              |
| 15:00            | Moult 61'            |     | Atkinson 32'      | Sixfields, Northampton Widzów: 2512 Sędzia: Geoff Eltringham |

| Powtórka 13 listopada 2012 | Bradford City (4)                             | 3:3 k. 4:2  | Northampton Town (4)                               |                                                           |
| 19:45                      | Atkinson 35' · Wells 90' (k.) · McHugh 120+1' |             | Demontagnac 43' (k.) · Platt 90+3' · Langmead 109' | Valley Parade, Bradford Widzów: 2951 Sędzia: Mick Russell |
| 19:45                      | · G. Jones · Atkinson · Darby · Ravenhill     | Rzuty karne | · Platt · East · Langmead · Hornby                 | Valley Parade, Bradford Widzów: 2951 Sędzia: Mick Russell |

| 3 listopada 2012 | Preston North End (3)                | 3:0 | Yeovil Town (3) |                                                    |
| 15:00            | Byrom 38' · Amoo 41' · Robertson 70' |     |                 | Deepdale, Preston Widzów: 4757 Sędzia: Andy Haines |

| 3 listopada 2012 | Carlisle United (3)                                    | 4:2 | Ebbsfleet United (5)   |                                                         |
| 15:00            | Symington 45+1' · Noble 61' · Berrett 81' · Garner 87' |     | Elder 58' · Howe 90+3' | Brunton Park, Carlisle Widzów: 2373 Sędzia: Darren Bond |

| 4 listopada 2012 | Burton Albion (4)                      | 3:3 | Altrincham (6)                                        |                                                                      |
| 15:00            | Diamond 53' · Maghoma 77' · Zola 90+3' |     | Rodgers 29' · Stanton 34' (o.g.) · McCrory 85' (o.g.) | Pirelli Stadium, Burton upon Trent Widzów: 1989 Sędzia: Michael Bull |

| Powtórka 15 listopada 2012 | Altrincham (6) | 0:2 | Burton Albion (4)     |                                                         |
| 19:45                      |                |     | Palmer 65' · Zola 75' | Moss Lane, Altrincham Widzów: 2428 Sędzia: Carl Boyeson |

| 4 listopada 2012 | Dorchester Town (6) | 1:0 | Plymouth Argyle (4) |                                                                 |
| 16:30            | Gosling 49'         |     |                     | The Avenue Stadium, Dorchester Widzów: 3196 Sędzia: Lee Collins |

| 13 listopada 2012 | Braintree Town (5) | 0:3 | Tranmere Rovers (3)                     |                                                               |
| 19:45             |                    |     | Thompson 24' · Stockton 53' · Power 90' | Cressing Road, Braintree Widzów: 1503 Sędzia: Dean Whitestone |

| 14 listopada 2012 | Gloucester City (6) | 0:2 | Leyton Orient (3)    |                                                              |
| 19:45             |                     |     | Mooney 87' · Cox 88' | Whaddon Road, Cheltenham Widzów: 1381 Sędzia: Steven Rushton |

## Druga runda
Do drugiej rundy awansowało 40 zwycięskich drużyn z rundy poprzedniej. Żaden zespół nie dołączył do rozgrywek. Zwycięskie drużyny otrzymały 27000 funtów nagrody. Najdalej w rozgrywkach zaszła drużyna Hastings United F.C. z 7. klasy rozgrywkowej.
| 30 listopada 2012 | Bradford City (4) | 1:1 | Brentford (3) |                                                          |
|                   | Hanson 70'        |     | Donaldson 43' | Valley Parade, Bradford Widzów: 3620 Sędzia: Gary Sutton |

| Powtórka 18 grudnia 2012 | Brentford (3)                                           | 4:2 | Bradford City (4)           |                                                           |
| 19:45                    | Trotta 45' (k.), 102' · Donaldson 103' · Forrester 106' |     | Reid 34' · Connell 94' (k.) | Griffin Park, Brentford Widzów: 2643 Sędzia: Graham Scott |

| 1 grudnia 2012 | Preston North End (3)     | 2:0 | Gillingham (4) |                                                      |
| 15:00          | Monakana 12' · Beavon 38' |     |                | Deepdale, Preston Widzów: 5271 Sędzia: Trevor Kettle |

| 1 grudnia 2012 | Bury (3)         | 1:1 | Southend United (4) |                                                   |
| 15:00          | Doherty 33' (k.) |     | Tomlin 41'          | Gigg Lane, Bury Widzów: 2,391 Sędzia: Andy Haines |

| Powtórka 11 grudnia 2012 | Southend United (4)                    | 1:1 k. 3:2  | Bury (3)                                           |                                                                  |
| 19:45                    | Tomlin 63'                             |             | Thompson 59'                                       | Roots Hall, Southend-on-Sea Widzów: 3043 Sędzia: Oliver Langford |
| 19:45                    | · Eastwood · Clohessy · Hurst · Tomlin | Rzuty karne | · Schumacher · Doherty · Worrall · Hewitt · Hughes | Roots Hall, Southend-on-Sea Widzów: 3043 Sędzia: Oliver Langford |

| 1 grudnia 2012 | Sheffield United (3) | 2:1 | Port Vale (4) |                                                            |
| 15:00          | Miller 90', 90+5'    |     | Pope 33'      | Bramall Lane, Sheffield Widzów: 10215 Sędzia: Kevin Wright |

| 1 grudnia 2012 | Carlisle United (3) | 1:3 | Bournemouth (3)                    |                                                          |
| 15:00          | Beck 72'            |     | Fogden 30' · O’Kane 36' · Pugh 90' | Brunton Park, Carlisle Widzów: 2980 Sędzia: Paul Tierney |

| 1 grudnia 2012 | Crewe Alexandra (3) | 0:1 | Burton Albion (4) |                                                                |
| 15:00          |                     |     | Zola 5'           | Alexandra Stadium, Crewe Widzów: 3065 Sędzia: Graham Salisbury |

| 1 grudnia 2012 | Luton Town (5)         | 2:1 | Dorchester Town (6) |                                                        |
| 15:00          | Gray 30' · Lawless 68' |     | Pugh 71'            | Kenilworth Road, Luton Widzów: 3287 Sędzia: Carl Berry |

| 1 grudnia 2012 | Oldham Athletic (3)              | 3:1 | Doncaster Rovers (3) |                                                         |
| 15:00          | Wabara 45' · Derbyshire 70', 77' |     | Blake 4'             | Boundary Park, Oldham Widzów: 2783 Sędzia: Nigel Miller |

| 1 grudnia 2012 | Tranmere Rovers (3)       | 2:1 | Chesterfield (4) |                                                             |
| 15:00          | Stockton 42' · McGurk 57' |     | Cooper 31'       | Prenton Park, Birkenhead Widzów: 3781 Sędzia: Robert Madley |

| 1 grudnia 2012 | Rotherham United (4) | 1:1 | Notts County (3) |                                                                  |
| 15:00          | Pringle 42'          |     | Arquin 32'       | New York Stadium, Rotherham Widzów: 7903 Sędzia: Darren Drysdale |

| Powtórka 18 grudnia 2012 | Notts County (3) | 0:3 | Rotherham United (4)                     |                                                             |
| 19:45                    |                  |     | Pringle 9' · Bradley 22' · Nardiello 41' | Meadow Lane, Nottingham Widzów: 2990 Sędzia: Darren Deadman |

| 18 grudnia 2012 | Barrow (5) | 1:1 | Macclesfield Town (5) |                                                                  |
| 19:45           | Baker 29'  |     | Charnock 19'          | Holker Street, Barrow-in-Furness Widzów: 1592 Sędzia: David Webb |

| Powtórka 29 grudnia 2012 | Macclesfield Town (5)                                     | 4:1 | Barrow (5) |                                                         |
| 15:00                    | Kissock 7' · Holroyd 16' · Barnes-Homer 67' · Holroyd 69' |     | Boyes 17'  | Moss Rose, Macclesfield Widzów: 1554 Sędzia: Phil Gibbs |

| 1 grudnia 2012 | Accrington Stanley (4)                       | 3:3 | Oxford United (4)                          |                                                            |
| 15:00          | Lindfield 25' · Beattie 80' · Molyneux 90+1' |     | Pittman 12' · Constable 86' · Raynes 90+4' | Crown Ground, Accrington Widzów: 1195 Sędzia: Andy Woolmer |

| Powtórka 18 grudnia 2012 | Oxford United (4)         | 2:0 | Accrington Stanley (4) |                                                          |
| 19:45                    | Constable 66' · Leven 79' |     |                        | Kassam Stadium, Oxford Widzów: 2566 Sędzia: Simon Hooper |

| 1 grudnia 2012 | Lincoln City (5)            | 3:3 | Mansfield Town (5)                    |                                                                             |
| 13:00          | Power 45', 66' · Taylor 47' |     | Green 21' · Briscoe 53' · Rhead 90+3' | The 12th Man Sincil Bank Stadium, Lincoln Widzów: 4127 Sędzia: Mark Haywood |

| Powtórka 12 grudnia 2012 | Mansfield Town (5)              | 2:1 | Lincoln City (5) |                                                             |
| 19:45                    | Farman 14' (o.g.) · Briscoe 77' |     | Smith 41'        | Field Mill, Mansfield Widzów: 5304 Sędzia: Darren Sheldrake |

| 1 grudnia 2012 | Harrogate Town (6) | 1:1 | Hastings United (7) |                                                          |
| 13:00          | Platt 41'          |     | Crellin 61'         | Wetherby Road, Harrogate Widzów: 2986 Sędzia: Mark Brown |

| Powtórka 13 grudnia 2012 | Hastings United (7)                                    | 1:1 k. 5:4  | Harrogate Town (6)                             |                                                             |
| 19:45                    | Carey 47' (k.)                                         |             | Platt 89'                                      | The Pilot Field, Hastings Widzów: 4028 Sędzia: Mike Russell |
| 19:45                    | · Dixon · Whitehead · Carey · Attwood · Ellis · Okojie | Rzuty karne | · Bolder · Platt · Allan · Hardy · Dean · Elam | The Pilot Field, Hastings Widzów: 4028 Sędzia: Mike Russell |

| 1 grudnia 2012 | Coventry City (3)               | 2:1 | Morecambe (4) |                                                         |
| 15:00          | McSheffrey 38' (k.) · Baker 46' |     | Ellison 77'   | Ricoh Arena, Coventry Widzów: 6339 Sędzia: Carl Boyeson |

| 1 grudnia 2012 | Crawley Town (3)                            | 3:0 | Chelmsford City (6) |                                                                  |
| 15:00          | Adams 23' · Clarke 41' · Alexander 89' (k.) |     |                     | Broadfield Stadium, Crawley Widzów: 3012 Sędzia: Chris Sarginson |

| 1 grudnia 2012 | Fleetwood Town (4)   | 2:3 | Aldershot Town (4)               |                                                     |
| 15:00          | Brown 11' · Ball 88' |     | Hylton 19', 75' · Vincenti 45+1' | Highbury, Fleetwood Widzów: 1757 Sędzia: Phil Gibbs |

| 2 grudnia 2012 | Milton Keynes Dons (3)        | 2:1 | AFC Wimbledon (4) |                                                                 |
| 12:30          | Gleeson 45' · Otsemobor 90+1' |     | Midson 59'        | Stadium:mk, Milton Keynes Widzów: 16459 Sędzia: Scott Mathieson |

| 2 grudnia 2012 | Alfreton Town (5)               | 2:4 | Leyton Orient (3)              |                                                           |
| 15:15          | Paul Clayton 4' · Tomlinson 52' |     | Cox 25', 86' · Mooney 30', 36' | North Street, Alfreton Widzów: 1104 Sędzia: Robert Madley |

| 3 grudnia 2012 | Cheltenham Town (4) | 1:1 | Hereford United (5) |                                                            |
| 19:45          | Harrad 16'          |     | O’Keefe 20'         | Whaddon Road, Cheltenham Widzów: 5070 Sędzia: Craig Pawson |

| Powtórka 11 grudnia 2012 | Hereford United (5) | 1:2 | Cheltenham Town (4)              |                                                             |
| 19:45                    | Clucas 74'          |     | Harrad 45+3' (k.) · Mohamed 114' | Edgar Street, Hereford Widzów: 5026 Sędzia: Dean Whitestone |

## Trzecia runda
Do dwudziestu zwycięskich drużyn z poprzedniej rundy dołączają 44 drużyny z Premier League i Football League Championship. Alex Lawless z Luton Town F.C. został wybrany graczem rundy. Drużyna Hastings United F.C., zwyciężając w drugiej rundzie z zespołem Harrogate Town F.C. została najniżej sklasyfikowanym zespołem w rundzie trzeciej (7. poziom rozgrywkowy). Kolejnymi z najniżej sklasyfikowanych drużyn były trzy zespoły z piątej klasy rozgrywkowej.
| 5 stycznia 2013 | Crystal Palace (2) | 0:0 | Stoke City (1) |                                                            |
| 15:00           |                    |     |                | Selhurst Park, Londyn Widzów: 13693 Sędzia: Neil Swarbrick |

| Powtórka 15 stycznia 2013 | Stoke City (1)                              | 4:1 | Crystal Palace (2) |                                                                        |
| 19:45                     | Jones 69' · Walters 95', 110' · Jerome 120' |     | Murray 87' (k.)    | Britannia Stadium, Stoke-on-Trent Widzów: 11617 Sędzia: Anthony Taylor |

| 5 stycznia 2013 | Brighton & Hove Albion (2) | 2:0 | Newcastle United (1) |                                                          |
| 12:30           | Orlandi 33' · Hoskins 87'  |     |                      | Falmer Stadium, Falmer Widzów: 21740 Sędzia: Lee Probert |

| 5 stycznia 2013 | Tottenham Hotspur (1)       | 3:0 | Coventry City (3) |                                                                 |
| 15:00           | Dempsey 14', 37' · Bale 33' |     |                   | White Hart Lane, Tottenham Widzów: 35766 Sędzia: Michael Naylor |

| 5 stycznia 2013 | Wigan Athletic (1) | 1:1 | Bournemouth (3) |                                                      |
| 15:00           | Gómez 70'          |     | O’Kane 41'      | DW Stadium, Wigan Widzów: 8199 Sędzia: Robert Madley |

| Powtórka 15 stycznia 2013 | Bournemouth (3) | 0:1 | Wigan Athletic (1) |                                                            |
| 19:45                     |                 |     | Boselli 18'        | Dean Court, Bournemouth Widzów: 8890 Sędzia: Jonathan Moss |

| 5 stycznia 2013 | Fulham (1)     | 1:1 | Blackpool (2) |                                                        |
| 15:00           | Karangunis 80' |     | Sylvestre 60' | Craven Cottage, Fulham Widzów: 14473 Sędzia: Lee Mason |

| Powtórka 15 stycznia 2013 | Blackpool (2)  | 1:2 | Fulham (1)                        |                                                                |
| 20:00                     | Delfouneso 82' |     | Richardson 90+4' · Hangeland 116' | Bloomfield Road, Blackpool Widzów: 8706 Sędzia: Andre Marriner |

| 5 stycznia 2013 | Aston Villa (1)        | 2:1 | Ipswich Town (2) |                                                            |
| 15:00           | Bent 46' · Weimann 83' |     | Chopra 31'       | Villa Park, Birmingham Widzów: 24854 Sędzia: Jonathan Moss |

| 5 stycznia 2013 | Charlton Athletic (2) | 0:1 | Huddersfield Town (2) |                                                           |
| 15:00           |                       |     | Beckford 11'          | The Valley, Charlton Widzów: 6657 Sędzia: Darren Drysdale |

| 5 stycznia 2013 | Macclesfield Town (5)      | 2:1 | Cardiff City (2) |                                                          |
| 15:00           | Barnes-Homer 85', 88' (k.) |     | Jarvis 57'       | Moss Rose, Macclesfield Widzów: 3165 Sędzia: Andy Madley |

| 5 stycznia 2013 | Barnsley (2) | 1:0 | Burnley (2) |                                                     |
| 15:00           | Rose 85'     |     |             | Oakwell, Barnsley Widzów: 5091 Sędzia: Paul Tierney |

| 5 stycznia 2013 | Manchester City (1)                 | 3:0 | Watford (2) |                                                            |
| 15:00           | Tévez 25' · Barry 44' · Lopes 90+1' |     |             | Etihad Stadium, Manchester Widzów: 46821 Sędzia: Phil Dowd |

| 6 stycznia 2013 | Swansea City (1)       | 2:2 | Arsenal (1)              |                                                            |
| 13:30           | Michu 58' · Graham 87' |     | Podolski 81' · Gibbs 83' | Liberty Stadium, Swansea Widzów: 18848 Sędzia: Howard Webb |

| Powtórka 16 stycznia 2013 | Arsenal (1)  | 1:0 | Swansea City (1) |                                                                 |
| 19:30                     | Wilshere 86' |     |                  | Emirates Stadium, Londyn Widzów: 58359 Sędzia: Mark Clattenburg |

| 5 stycznia 2013 | Leicester City (2)    | 2:0 | Burton Albion (4) |                                                                 |
| 15:00           | Wood 3' · De Laet 21' |     |                   | King Power Stadium, Leicester Widzów: 14463 Sędzia: Andy D'Urso |

| 5 stycznia 2013 | Millwall (2) | 1:0 | Preston North End (3) |                                                   |
| 15:00           | Feeney 31'   |     |                       | The Den, Londyn Widzów: 5364 Sędzia: Craig Pawson |

| 7 stycznia 2013 | Cheltenham Town (4) | 1:5 | Everton (1)                                                            |                                                            |
| 19:45           | Penn 51'            |     | Jelavić 12' · Baines 21' (k.) · Osman 49' · Coleman 58' · Fellaini 89' | Whaddon Road, Cheltenham Widzów: 6891 Sędzia: Kevin Friend |

| 5 stycznia 2013 | Derby County (2)                                                    | 5:0 | Tranmere Rovers (3) |                                                             |
| 15:00           | Davies 42' · Sammon 54' · Brayford 63' · Hendrick 72' · Bennett 87' |     |                     | Pride Park Stadium, Derby Widzów: 11740 Sędzia: Mark Halsey |

| 5 stycznia 2013 | Crawley Town (3) | 1:3 | Reading (1)                        |                                                                 |
| 15:00           | Adams 1'         |     | Le Fondre 13', 49' (k.) · Hunt 44' | Broadfield Stadium, Crawley Widzów: 5880 Sędzia: Anthony Taylor |

| 5 stycznia 2013 | Aldershot Town (4)  | 3:1 | Rotherham United (4)  |                                                              |
| 15:00           | Hylton 6', 23', 62' |     | Frecklington 71' (k.) | Recreation Ground, Aldershot Widzów: 2992 Sędzia: Gavin Ward |

| 5 stycznia 2013 | Middlesbrough (2)                            | 4:1 | Hastings United (7) |                                                                         |
| 15:00           | Zemmama 23', 68' · Halliday 47' · Miller 85' |     | Goldberg 69'        | Riverside Stadium, Middlesbrough Widzów: 12579 Sędzia: Graham Salisbury |

| 5 stycznia 2013 | Oxford United (4) | 0:3 | Sheffield United (3)                    |                                                          |
| 15:00           |                   |     | McMahon 17' · Kitson 68' · Blackman 87' | Kassam Stadium, Oxford Widzów: 7079 Sędzia: Carl Boyeson |

| 5 stycznia 2013 | Southampton (1) | 1:5 | Chelsea (1)                                                   |                                                                |
| 15:00           | Rodriguez 17'   |     | Ba 35', 61' · Moses 45+2' · Ivanović 52' · Lampard 83' (pen.) | St Mary’s Stadium, Southampton Widzów: 27813 Sędzia: Mike Dean |

| 5 stycznia 2013 | Queens Park Rangers (1) | 1:1 | West Bromwich Albion (1) |                                                                    |
| 15:00           | Dyer 90+1'              |     | Long 78'                 | Loftus Road, Shepherd’s Bush Widzów: 8984 Sędzia: Mark Clattenburg |

| Powtórka 15 stycznia 2013 | West Bromwich Albion (1) | 0:1 | Queens Park Rangers (1) |                                                                    |
| 20:00                     |                          |     | Bothroyd 75'            | The Hawthorns, West Bromwich Widzów: 11184 Sędzia: Martin Atkinson |

| 5 stycznia 2013 | Peterborough United (2) | 0:3 | Norwich City (1)                             |                                                                        |
| 15:00           |                         |     | E. Bennett 30' · Jackson 41' · Snodgrass 70' | London Road Stadium, Peterborough Widzów: 13198 Sędzia: Stuart Attwell |

| 6 stycznia 2013 | Mansfield Town (5) | 1:2 | Liverpool (1)             |                                                           |
| 16:00           | Green 79'          |     | Sturridge 7' · Suárez 59' | Field Mill, Mansfield Widzów: 7574 Sędzia: Andre Marriner |

| 5 stycznia 2013 | Bolton Wanderers (2)             | 2:2 | Sunderland (1)            |                                                             |
| 15:00           | Lee Chung-Yong 12' · Sordell 48' |     | Wickham 60' · Gardner 75' | Reebok Stadium, Horwich Widzów: 12204 Sędzia: Michael Jones |

| Powtórka 15 stycznia 2013 | Sunderland (1) | 0:2 | Bolton Wanderers (2)  |                                                                 |
| 19:45                     |                |     | Sordell 64' (k.), 73' | Stadium of Light, Sunderland Widzów: 17505 Sędzia: Kevin Friend |

| 5 stycznia 2013 | Nottingham Forest (2)          | 2:3 | Oldham Athletic (3)           |                                                          |
| 15:00           | Smith 13' (o.g.) · Sharp 90+4' |     | Simpson 54', 58' · Baxter 61' | City Ground, Nottingham Widzów: 11293 Sędzia: Roger East |

| 5 stycznia 2013 | West Ham United (1) | 2:2 | Manchester United (1)            |                                                                 |
| 17:15           | Collins 27', 59'    |     | Cleverley 23' · Van Persie 90+1' | Boleyn Ground, Upton Park Widzów: 32922 Sędzia: Martin Atkinson |

| Powtórka 16 stycznia 2013 | Manchester United (1) | 1:0 | West Ham United (1) |                                                          |
| 20:05                     | Rooney 9'             |     |                     | Old Trafford, Manchester Widzów: 71081 Sędzia: Phil Dowd |

| 5 stycznia 2013 | Hull City (2)    | 1:1 | Leyton Orient (3) |                                                                     |
| 15:00           | Proschwitz 90+3' |     | Mooney 78'        | KC Stadium, Kingston upon Hull Widzów: 8585 Sędzia: Iain Williamson |

| Powtórka 15 stycznia 2013 | Leyton Orient (3) | 1:2 | Hull City (2)                 |                                                                 |
| 19:45                     | Cox 87'           |     | Proschwitz 41' · Cairney 117' | The Matchroom Stadium, Londyn Widzów: 3601 Sędzia: Graham Scott |

| 5 stycznia 2013 | Blackburn Rovers (2)      | 2:0 | Bristol City (2) |                                                         |
| 15:00           | Murphy 7' · G. Hanley 58' |     |                  | Ewood Park, Blackburn Widzów: 5504 Sędzia: Nigel Miller |

| 5 stycznia 2013 | Leeds United (2) | 1:1 | Birmingham City (2) |                                                    |
| 15:00           | Becchio 60'      |     | Elliott 32'         | Elland Road, Leeds Widzów: 11447 Sędzia: Chris Foy |

| Powtórka 15 stycznia 2013 | Birmingham City (2) | 1:2 | Leeds United (2)               |                                                           |
| 19:45                     | Elliott 36'         |     | McCormack 70' · Diouf 76' (k.) | St Andrew’s, Birmingham Widzów: 8962 Sędzia: Andy Woolmer |

| 5 stycznia 2013 | Southend United (4) | 2:2 | Brentford (3)                      |                                                                  |
| 15:00           | Corr 39', 54'       |     | Adeyemi 29' · Cresswell 38' (o.g.) | Roots Hall, Southend-on-Sea Widzów: 5540 Sędzia: Dean Whitestone |

| Powtórka 15 stycznia 2013 | Brentford (3)             | 2:1 | Southend United (4) |                                                              |
| 19:45                     | Hayes 26' · Donaldson 76' |     | Corr 69'            | Griffin Park, Brentford Widzów: 6526 Sędzia: Darren Drysdale |

| 5 stycznia 2013 | Luton Town (5) | 1:0 | Wolverhampton Wanderers (2) |                                                              |
| 15:00           | Lawless 46'    |     |                             | Kenilworth Road, Luton Widzów: 9638 Sędzia: Geoff Eltringham |

| 5 stycznia 2013 | Sheffield Wednesday (2) | 0:0 | Milton Keynes Dons (3) |                                                                      |
| 15:00           |                         |     |                        | Hillsborough Stadium, Sheffield Widzów: 11462 Sędzia: Michael Oliver |

| Powtórka 15 stycznia 2013 | Milton Keynes Dons (3)             | 2:0 | Sheffield Wednesday (2) |                                                            |
| 19:45                     | Williams 28' (pen.) · Bowditch 75' |     |                         | Stadium:mk, Milton Keynes Widzów: 6782 Sędzia: Lee Collins |

## Czwarta runda
Do tej rundy najdalej zaszły drużyny z Conference National Luton Town i Macclesfield Town. Zwycięzca tej rundy zdobył 90000 funtów.
| 25 stycznia 2013 | Millwall (2)             | 2:1 | Aston Villa (1) |                                                      |
| 19:45            | Shittu 27' · Marquis 89' |     | Bent 22'        | The Den, Londyn Widzów: 15007 Sędzia: Neil Swarbrick |

| 26 stycznia 2013 | Stoke City (1) | 0:1 | Manchester City (1) |                                                                     |
| 12:45            |                |     | Zabaleta 85'        | Britannia Stadium, Stoke-on-Trent Widzów: 19814 Sędzia: Howard Webb |

| 26 stycznia 2013 | Norwich City (1) | 0:1 | Luton Town (5) |                                                           |
| 15:00            |                  |     | Rendell 80'    | Carrow Road, Norwich Widzów: 26521 Sędzia: Andre Marriner |

| 26 stycznia 2013 | Macclesfield Town (5) | 0:1 | Wigan Athletic (1) |                                                         |
| 15:00            |                       |     | Gómez 7' (k.)      | Moss Rose, Macclesfield Widzów: 5849 Sędzia: Roger East |

| 26 stycznia 2013 | Derby County (2) | 0:3 | Blackburn Rovers (2)                       |                                                                |
| 15:00            |                  |     | Kazim-Richards 44' · Dann 66' · Rhodes 71' | Pride Park Stadium, Derby Widzów: 14013 Sędzia: Stuart Attwell |

| 26 stycznia 2013 | Hull City (2) | 0:1 | Barnsley (2) |                                                                  |
| 15:00            |               |     | Dagnall 70'  | KC Stadium, Kingston upon Hull Widzów: 9932 Sędzia: Keith Stroud |

| 26 stycznia 2013 | Middlesbrough (2)     | 2:1 | Aldershot Town (4) |                                                                    |
| 15:00            | Jutkiewicz 83', 90+6' |     | Hylton 89'         | Riverside Stadium, Middlesbrough Widzów: 12684 Sędzia: Andy Madley |

| 26 stycznia 2013 | Brighton & Hove Albion (2) | 2:3 | Arsenal (1)                   |                                                             |
| 15:00            | Barnes 33' · Ulloa 62'     |     | Giroud 16', 56' · Walcott 85' | Falmer Stadium, Falmer Widzów: 27113 Sędzia: Michael Oliver |

| 26 stycznia 2013 | Reading (1)                                   | 4:0 | Sheffield United (3) |                                                           |
| 15:00            | Hunt 6', 50' · Leigertwood 40' · McCleary 54' |     |                      | Madejski Stadium, Reading Widzów: 14715 Sędzia: Chris Foy |

| 26 stycznia 2013 | Huddersfield Town (2) | 1:1 | Leicester City (2) |                                                                     |
| 15:00            | Novak 74' (pen.)      |     | Wood 82'           | Galpharm Stadium, Huddersfield Widzów: 11945 Sędzia: Anthony Taylor |

| Powtórka 12 lutego 2013 | Leicester City (2) | 1:2 | Huddersfield Town (2)     |                                                                  |
| 19:30                   | Keane 7'           |     | Clayton 5' · Scannell 75' | King Power Stadium, Leicester Widzów: 14517 Sędzia: James Adcock |

| 26 stycznia 2013 | Queens Park Rangers (1)    | 2:4 | Milton Keynes Dons (3)                                |                                                              |
| 15:00            | Bothroyd 83' · Fábio 90+2' |     | Traoré 4' (o.g.) · Lowe 40' · Harley 50' · Potter 56' | Loftus Road, Shepherd’s Bush Widzów: 17081 Sędzia: Mike Dean |

| 26 stycznia 2013 | Bolton Wanderers (2) | 1:2 | Everton (1)                  |                                                               |
| 15:00            | Sordell 27'          |     | Pienaar 18' · Heitinga 90+1' | Reebok Stadium, Horwich Widzów: 18760 Sędzia: Martin Atkinson |

| 26 stycznia 2013 | Manchester United (1)                           | 4:1 | Fulham (1) |                                                                 |
| 17:30            | Giggs 3' (k.) · Rooney 50' · Hernández 52', 66' |     | Hughes 77' | Old Trafford, Manchester Widzów: 72596 Sędzia: Mark Clattenburg |

| 27 stycznia 2013 | Brentford (3)                   | 2:2 | Chelsea (1)            |                                                             |
| 12:00            | Trotta 42' · Forrester 73' (k.) |     | Oscar 55' · Torres 83' | Griffin Park, Brentford Widzów: 12146 Sędzia: Jonathan Moss |

| Powtórka 17 lutego 2013 | Chelsea (1)                                    | 4:0 | Brentford (3) |                                                              |
| 12:00                   | Mata 55' · Oscar 68' · Lampard 71' · Terry 81' |     |               | Stamford Bridge, Londyn Widzów: 40961 Sędzia: Neil Swarbrick |

| 27 stycznia 2013 | Leeds United (2)           | 2:1 | Tottenham Hotspur (1) |                                                       |
| 14:00            | Varney 15' · McCormack 50' |     | Dempsey 58'           | Elland Road, Leeds Widzów: 29943 Sędzia: Kevin Friend |

| 27 stycznia 2013 | Oldham Athletic (3)        | 3:2 | Liverpool (1)          |                                                         |
| 16:00            | Smith 3', 45' · Wabara 48' |     | Suárez 17' · Allen 80' | Boundary Park, Oldham Widzów: 10295 Sędzia: Lee Probert |

## Piąta runda
Zwycięzca tej rundy otrzymał 180000 funtów. Najniżej sklasyfikowaną drużyną biorącą udział w rozgrywkach była drużyna Luton Town z 5. klasy rozgrywkowej.
| 16 lutego 2013 | Luton Town (5) | 0:3 | Millwall (2)                          |                                                         |
| 12:45          |                |     | Henry 12' · Hulse 36' · N’Guessan 86' | Kenilworth Road, Luton Widzów: 9768 Sędzia: Lee Probert |

| 16 lutego 2013 | Milton Keynes Dons (3) | 1:3 | Barnsley (2)                     |                                                            |
| 15:00          | Bowditch 61'           |     | Dagnall 3', 90+1' · Harewood 19' | Stadium:mk, Milton Keynes Widzów: 14475 Sędzia: Mike Jones |

| 16 lutego 2013 | Arsenal (1) | 0:1 | Blackburn Rovers (2) |                                                          |
| 15:00          |             |     | Kazim-Richards 72'   | Emirates Stadium, Londyn Widzów: 60070 Sędzia: Mike Dean |

| 16 lutego 2013 | Oldham Athletic (3)     | 2:2 | Everton (1)                 |                                                      |
| 18:00          | Obita 13' · Smith 90+5' |     | Anichebe 24' · Jagielka 48' | Boundary Park, Oldham Widzów: 9473 Sędzia: Phil Dowd |

| 26 lutego 2013 | Everton (1)                                | 3:1 | Oldham Athletic (3) |                                                               |
| 19:45          | Mirallas 15' · Baines 34' (k.) · Osman 62' |     | Smith 64'           | Goodison Park, Liverpool Widzów: 32688 Sędzia: Michael Oliver |

| 17 lutego 2013 | Manchester City (1)                            | 4:0 | Leeds United (2) |                                                                   |
| 14:00          | Y. Touré 5' · Agüero 15' (k.), 74' · Tévez 52' |     |                  | Etihad Stadium, Manchester Widzów: 46849 Sędzia: Mark Clattenburg |

| 17 lutego 2013 | Huddersfield Town (2) | 1:4 | Wigan Athletic (1)                           |                                                                      |
| 15:55          | Novak 62'             |     | McManaman 31' · Koné 40', 89' · McArthur 56' | Galpharm Stadium, Huddersfield Widzów: 12,117 Sędzia: Michael Oliver |

| 18 lutego 2013 | Manchester United (1)    | 2:1 | Reading (1) |                                                               |
| 20:00          | Nani 69' · Hernández 72' |     | McAnuff 81' | Old Trafford, Manchester Widzów: 75213 Sędzia: Andre Marriner |

| 27 lutego 2013 | Middlesbrough (2) | 0:2 | Chelsea (1)             |                                                                        |
| 19:45          |                   |     | Ramires 51' · Moses 73' | Riverside Stadium, Middlesbrough Widzów: 27856 Sędzia: Martin Atkinson |

## Szósta runda
Zwycięzca swojego meczu otrzymał 360000 funtów. W rozgrywkach brało udział 5 drużyn z Premiership i 3 z Championship.
| 9 marca 2013 | Everton (1) | 0:3 | Wigan Athletic (1)                       |                                                             |
| 12:45        |             |     | Figueroa 30' · McManaman 31' · Gómez 33' | Goodison Park, Liverpool Widzów: 35068 Sędzia: Kevin Friend |

| 9 marca 2013 | Manchester City (1)                           | 5:0 | Barnsley (2) |                                                                 |
| 17:30        | Tévez 11', 31', 50' · Kolarov 27' · Silva 65' |     |              | Etihad Stadium, Manchester Widzów: 46728 Sędzia: Anthony Taylor |

| 10 marca 2013 | Millwall (2) | 0:0 | Blackburn Rovers (2) |                                                       |
| 14:00         |              |     |                      | The Den, Londyn Widzów: 14885 Sędzia: Martin Atkinson |

| Powtórka 13 marca 2013 | Blackburn Rovers (2) | 0:1 | Millwall (2) |                                                             |
| 19:30                  |                      |     | Shittu 42'   | Ewood Park, Blackburn Widzów: 8635 Sędzia: Mark Clattenburg |

| 10 marca 2013 | Manchester United (1)     | 2:2 | Chelsea (1)              |                                                            |
| 16:30         | Hernández 5' · Rooney 11' |     | Hazard 59' · Ramires 68' | Old Trafford, Manchester Widzów: 75196 Sędzia: Howard Webb |

| Powtórka 1 kwietnia 2013 | Chelsea (1) | 1:0 | Manchester United (1) |                                                         |
| 12:30                    | Ba 49'      |     |                       | Stamford Bridge, Londyn Widzów: 40704 Sędzia: Phil Dowd |

## Półfinały
Półfinały rozegrano 13 i 14 kwietnia 2013 roku na stadionie Wembley. Zwycięzca otrzymywał 900000 funtów.
| 13 kwietnia 2013 | Millwall (2) | 0–2Raport | Wigan Athletic (1) · Maloney 25' · McManaman 78' | Stadion Wembley, Londyn Widzów: 62335 Sędzia: Michael Oliver |
|                  |              |           |                                                  |                                                              |

| 14 kwietnia 2013 | Chelsea (1) · Ba 66' | 1–2Raport | Manchester City (1) · Nasri 35' · Agüero 47' | Stadion Wembley, Londyn Widzów: 85621 Sędzia: Chris Foy |
|                  |                      |           |                                              |                                                         |

## Finał
Finał odbył się 11 maja 2013 roku, podobnie jak półfinały na Wembley. Przed pierwszym gwizdkiem wiadomo było, że Manchester City dzięki wynikom w lidze uzyska prawo gry w Lidze Mistrzów, więc Wigan niezależnie od wyniku uzyskał prawo gry w Lidze Europy.

### Droga Manchesteru City do finału
| Runda    | Przeciwnik                | Wynik |
| -------- | ------------------------- | ----- |
| 3. runda | Watford (dom)             | 3–0   |
| 4. runda | Stoke City (wyjazd)       | 0–1   |
| 5. runda | Leeds United (dom)        | 4–0   |
| 6. runda | Barnsley (dom)            | 5–0   |
| półfinał | Chelsea (Stadion Wembley) | 1–2   |

### Droga Wigan Athletic do finału
| Runda    | Przeciwnik                 | Wynik |
| -------- | -------------------------- | ----- |
| 3. runda | Bournemouth (dom)          | 1–1   |
| 3. runda | Bournemouth (wyjazd)       | 0–1   |
| 4. runda | Macclesfield Town (wyjazd) | 0–1   |
| 5. runda | Huddersfield Town (wyjazd) | 1–4   |
| 6. runda | Everton (wyjazd)           | 0–3   |
| półfinał | Millwall (Stadion Wembley) | 0–2   |

### Mecz finałowy
| 11 czerwca 2013 17:15 BST | Manchester City | 0–1(0-0)Raport | Wigan Athletic · Watson 90+1' | Wembley, Londyn Widzów: 86254 Sędzia: Andre Marriner (West Midlands) |
|                           |                 |                |                               |                                                                      |

|  |  |

| GK              | 1  | Joe Hart            |              |       |
| RB              | 5  | Pablo Zabaleta      | 60', 84'     |       |
| CB              | 4  | Vincent Kompany (c) |              |       |
| CB              | 33 | Matija Nastasić     | 75'          |       |
| LB              | 22 | Gaël Clichy         |              |       |
| RM              | 21 | David Silva         |              |       |
| CM              | 42 | Yaya Touré          |              |       |
| CM              | 18 | Gareth Barry        | Żółta kartka | 90+2' |
| LM              | 8  | Samir Nasri         |              | 54'   |
| CF              | 16 | Sergio Agüero       |              |       |
| CF              | 32 | Carlos Tévez        |              | 69'   |
| Rezerwowi:      |    |                     |              |       |
| GK              | 30 | Costel Pantilimon   |              |       |
| DF              | 6  | Joleon Lescott      |              |       |
| DF              | 13 | Aleksandar Kolarov  |              |       |
| MF              | 7  | James Milner        |              | 54'   |
| MF              | 14 | Javi García         |              |       |
| MF              | 17 | Jack Rodwell        |              | 69'   |
| FW              | 10 | Edin Džeko          |              | 90+2' |
| Trener:         |    |                     |              |       |
| Roberto Mancini |    |                     |              |       |

|                  |    |                    |              |     |
|                  |    |                    |              |     |
| GK               | 1  | Joel Robles        | Żółta kartka |     |
| RB               | 17 | Emmerson Boyce (c) |              |     |
| CB               | 33 | Paul Scharner      |              |     |
| CB               | 3  | Antolín Alcaraz    |              |     |
| LB               | 18 | Roger Espinoza     |              |     |
| RM               | 4  | James McCarthy     |              |     |
| CM               | 16 | James McArthur     |              |     |
| LM               | 14 | Jordi Gómez        |              | 81' |
| RF               | 15 | Callum McManaman   |              |     |
| CF               | 2  | Arouna Koné        |              |     |
| LF               | 10 | Shaun Maloney      |              |     |
| Rezerwowi:       |    |                    |              |     |
| GK               | 26 | Ali Al-Habsi       |              |     |
| DF               | 5  | Gary Caldwell      |              |     |
| DF               | 25 | Román Golobart     |              |     |
| MF               | 8  | Ben Watson         |              | 81' |
| MF               | 20 | Fraser Fyvie       |              |     |
| FW               | 9  | Franco Di Santo    |              |     |
| FW               | 11 | Ángelo Henríquez   |              |     |
| Trener:          |    |                    |              |     |
| Roberto Martínez |    |                    |              |     |

Najlepszy gracz
- Callum McManaman (Wigan Athletic)[187]

### Statystyki[188]
|                  | Manchester City | Wigan Athletic |
| ---------------- | --------------- | -------------- |
| Strzały          | 15              | 15             |
| Strzały celne    | 12              | 7              |
| Posiadanie piłki | 52%             | 48%            |
| Rzuty rożne      | 5               | 3              |
| Faule            | 11              | 5              |
| Spalone          | 4               | 2              |
| Żółte kartki     | 3               | 1              |
| Czerwone kartki  | 1               | 0              |